# コソボ紛争
コソボ紛争（コソボふんそう、アルバニア語: Lufta e Kosovës、セルビア語: Рат на Косову и Метохији）は、ユーゴスラビア紛争の過程で、バルカン半島南部のコソボで発生した2つの武力衝突を示す。
1. 1998年 - 1999年：1998年2月から1999年3月にかけて行われたユーゴスラビア軍およびセルビア人勢力と、コソボの独立を求めるアルバニア人の武装組織コソボ解放軍との戦闘
2. 1999年：1999年3月24日から6月10日にかけて行われた北大西洋条約機構（NATO）によるアライド・フォース作戦[7]、この間、NATOはユーゴスラビア軍や民間の標的に対して攻撃を加え、アルバニア人勢力はユーゴスラビア軍との戦闘を続け、コソボにおいて大規模な人口の流動が起こった。

なお、セルビア語とアルバニア語で地名が異なる場合、この記事では「アルバニア語呼称 / セルビア語呼称」のように表記する。

## 前史

### 1945年 - 1986年: 共産主義時代のユーゴスラビアにおけるコソボ
セルビア人、アルバニア人の間には20世紀を通して常に民族間の対立があり、大規模な暴力行為へと頻繁に結びついた。特に第一次世界大戦と第二次世界大戦の戦間期には頻発した。第二次世界大戦後、社会主義体制をとるヨシップ・ブロズ・チトーの政府はユーゴスラビア社会主義連邦共和国全域において民族主義者の活動を体系的に抑止し、ユーゴスラビアのいかなる構成国も、ヘゲモニー（覇権）となってユーゴスラビアを牛耳ることのないように努めた。特に、セルビアは、ユーゴスラビアの中で最大で、最も多くの人口を抱えていた。そのため、セルビアの影響力を制限するために、セルビア北部のヴォイヴォディナと南部のコソボ・メトヒヤはそれぞれヴォイヴォディナ自治州、コソボ・メトヒヤ自治州としてセルビア本体から切り離された。コソボの国境はユーゴスラビアにおけるアルバニア人の居住地域の境と完全には一致していなかった。多数のアルバニア人住民はコソボ域外のマケドニア、モンテネグロ、セルビア本体に残された一方、コソボの北部には多くのセルビア人が住む地域が含まれた。いずれにしても、新設されたコソボの領域全体では、ユーゴスラビア王国時代の1921年の段階でアルバニア人が多数派であった。
コソボの公的な自治は1945年にユーゴスラビア憲法によって定められ、大きな自治権は与えられなかった。チトーの秘密警察（UDBA）は民族主義者を厳しく弾圧した。1956年には、多くのアルバニア人がコソボにおいて国家転覆の企てとスパイの容疑で訴追された。分離主義による脅威は実際にはそれほど大きなものではなく、少数の地下活動組織がアルバニアへの統合を求めて活動しているのみであり、政治的には大きな影響力を持ち得なかった。しかしながら、彼らの活動のもたらす長期的な影響は小さくなく、アデム・デマツィ（Adem Demaci）によって組織されたアルバニア人統一革命運動は、後のコソボ解放軍（Ushtria Çlirimtare e Kosovës; UÇK）の政治的中核となっていった。デマツィ自身は1964年に他の賛同者らとともに投獄されている。
ユーゴスラビアでは1969年、政府による大規模な経済再建プログラムによって豊かな北西部と貧しい南部の地域の間で貧富の差が拡大し、政治的・経済的な危機を迎えていた。しかしながら、ユーゴスラビアおよびセルビアにおける真のアルバニア人の代表の設置を求め、アルバニア語の地位向上を求める学生らの要求に、チトーは応じることになった。1970年には、ベオグラード大学の下部組織であったプリシュティナ大学が独立の教育機関として設置された。コソボにおける教育のアルバニア語化は、ユーゴスラビア国内でのアルバニア語教材の不足により困難となったが、アルバニア人自身が教材を用意することで合意された。
1974年、コソボの政治的地位はユーゴスラビアの憲法改正に伴って大きく向上し、コソボの政治的権利は拡大された。ヴォイヴォディナとともに、コソボは他のユーゴスラビア構成国と多くの面において同等の地位を持つコソボ社会主義自治州となった。政治権力は依然として共産主義者同盟が独占していたものの、独自のコソボ共産主義者同盟がその中核を担うようになった。
1980年5月4日のチトーの死によって、長期間にわたる政治的不安定が始まり、経済危機と民族主義者の台頭によって状況は次第に悪化していった。コソボで最初に発生した大規模な衝突は1981年3月、アルバニア人の学生が、売店の前の長い行列に対して暴徒化した。これは小規模な衝突であったが、やがてこれが引き金となってコソボ全土に急速に拡大し、各地で大規模なデモが発生するなど、国家的反乱の様相を呈した。抗議者らはコソボをユーゴスラビアの7番目の構成共和国とすることを求めた。しかしながら、この要求はセルビアおよびマケドニアには受け入れられるものではなかった。多くのセルビア人たち、そしてアルバニア人民族主義者ら自身も、この要求は大アルバニア主義への始まりと見ていた。大アルバニア主義はコソボ全土とモンテネグロ、マケドニアの一部をアルバニアへと組み込むことを目的としている。ユーゴスラビアの共産主義政府は非常事態を宣言し、軍や警察を大量投入して反乱を鎮圧した。しかし、このことによってセルビアの共産主義者らが要求していたコソボの自治権廃止には至らなかった。ユーゴスラビアの新聞は、11人が死亡し、4,200人が投獄されたと発表した。別の者は、この騒動での死者は1000人を超えると主張している。
コソボ共産主義者同盟の間にも粛清が行われ、その党首をはじめ重要人物らが追放された。あらゆる種類の民族主義に対して強硬路線が採られ、セルビア人、アルバニア人双方の民族主義者らに対する取締りが行われた。コソボには大量の秘密警察が配置され、当局に認められていないセルビア人、アルバニア人双方の民族主義の活動を厳しく弾圧した。マーク・トンプソン（Mark Thompson）の報告によると、コソボの住民580,000人が逮捕され、尋問され、拘留され、あるいは懲戒された。数千人が職を失い、あるいは教育機関から追放された。
この間、アルバニア人とセルビア人の共産主義者の間の緊張は高まり続けていた。1969年、セルビア正教会はその主教に対してコソボでセルビア人に対して起こっている問題に関する資料収集を命じ、ベオグラードの政府に対してセルビア人の立場を守るよう圧力をかけることを模索した。1982年2月、セルビア本国からセルビア人の神品（聖職者）らの集団が「なぜセルビア正教会は沈黙しているのか、なぜ進行中のコソボの聖堂に対する破壊行為、放火、冒涜行為に対して抗議活動をしないのか」と求めた。このような懸念はベオグラードの政府の関心をひきつけた。コソボにおいてセルビア人やモンテネグロ人が迫害を受けているとする多くの話が日々紹介された。恐怖と不安定化を招く重大な事実として、コソボのアルバニア人マフィアによる麻薬取引の話があった。
これらに加えて、コソボの経済状態の悪化が不安定化に拍車をかける要因となった。コソボの経済状態の悪化によってコソボのセルビア人は同地で職にありつく機会は失われていった。アルバニア人、セルビア人ともに、新しく労働者を採用する際には同じ民族の者を優遇したが、求職の数そのものが人口に対して極端に少ない状態となった。終局には、アルバニア人を自称している者の中に多くのイスラム教の信仰を持つようになったロマが含まれていると信じられるに至った。コソボはユーゴスラビアの中で最も貧しく、1979年の時点で国内総生産|一人当たりGDPは795ドルであった。これに対してユーゴスラビア全土での平均は2635ドル、最も豊かなスロベニアでは5315ドルであった。

### 1986年 - 1990年: スロボダン・ミロシェヴィッチ登場とコソボ
コソボでは、アルバニア人の民族主義が拡大し、分離主義によってアルバニア人とセルビア人の民族間の緊張は高まっていった。有害な雰囲気が拡大し、危険な噂が蔓延し、小規模な衝突の数は増大していった。セルビア正教会の修道院・聖堂等へのアルバニア人による破壊行為、聖職者や修道士への暴行、修道女の強姦なども増え、後にセルビア総主教となった主教パヴレも、1989年にアルバニア人の若者グループに襲われ、全治3ヶ月の重傷を負った。
セルビア科学芸術アカデミー（SANU）が1985年から1986年にコソボを去ったセルビア人について調査したのは、このような緊張関係に対してのものであった。報告では、この期間にコソボを去ったセルビア人の少なからざる部分は、アルバニア人による追放圧力によるものであると結論した。
SANUの6人の研究者らは、1985年6月に草案に基づいてこの仕事をはじめ、草案は1986年9月にリークされた。この「SANU覚書」は大きな議論を呼ぶものとなった。この文書では、ユーゴスラビアに住むセルビア人の置かれた困難な状況に焦点をあてており、セルビアの地位を低下させるチトーの周到な計画と、セルビア本国の外でのセルビア人の困難について述べている。
メモランダムはコソボに特に高い関心を寄せ、「コソボにおけるセルビア人が物理的、政治的、法的、文化的ジェノサイドの対象とされており、1981年以降は全面戦争が進行中である」と論じた。このメモランダムでは、1986年時点でのコソボのセルビア人の地位は、セルビアがオスマン帝国から解放された1804年以降で最悪となっており、ナチス・ドイツの占領下にあった第二次世界大戦時や、オーストリア＝ハンガリー帝国と戦った第一次世界大戦時よりも悪いとした。メモランダムの著者らは、この20年間で20万人のセルビア人がコソボを去ったと主張し、急進的な改革がなければまもなくコソボからセルビア人はいなくなる、と警告した。メモランダムでは、その対処法として、「治安、およびコソボ・メトヒヤに住む全ての人々の明白な平等を保障すること」、そして「コソボを離れたセルビア人のコソボへの帰還を可能とする、永続的で実効性のある環境を作り出すこと」であるとした。メモランダムは「セルビアは、過去に見られたような、受身の姿勢で他者が何を言うかを待ってはならないとしている。
SANUメモランダムに対しては様々な反応があった。アルバニア人らは、これをコソボにおけるセルビア人優越主義を喚起するものであるとした。彼らは、コソボを去った全てのセルビア人は、単に経済的理由であると主張した。その他のユーゴスラビアの民族主義者、特にスロベニア人やクロアチア人は、セルビアの拡張主義の伸張であるとみた。セルビア人自身の見解は割れていた。多くのセルビア人らはこのメモランダムを歓迎した一方、古くからの共産主義の守護者らはこれを激しく非難した。メモランダムを非難したセルビア共産主義者同盟の指導者の一人に、スロボダン・ミロシェヴィッチの名があった。
1988年、コソボ自治州の行政委員会の首班が逮捕された。1989年3月、ミロシェヴィッチはコソボおよびヴォイヴォディナでの「反官憲革命」（en）を宣言し、これらの自治権を剥奪し、外出制限をかけ、コソボでの24人の死者が出た暴力的なデモを理由にコソボに対して非常事態宣言を発令した。ミロシェヴィッチとその政府は、セルビアの憲法変更はコソボに留まるセルビア人を、多数派を占めるアルバニア人による迫害から保護するために必要不可欠であるとした。

### 1990年 - 1998年: セルビア統治下のコソボ
スロボダン・ミロシェヴィッチが1990年、コソボとヴォイヴォディナの自治権を剥奪し、ミロシェヴィッチの支持者によって選ばれた新しい地元の指導者へと挿げ替え、コソボの権限縮小のプロセスを大きく進めた。両自治州はユーゴスラビアの6つの構成共和国と同様にユーゴスラビア連邦の大統領評議会に議決権のある代表者を持っていたため、コソボ、ヴォイヴォディナをミロシェヴィッチ派が乗っ取ったことにより、ミロシェヴィッチ派の支配下となった両自治州とセルビア、モンテネグロを併せて、大統領評議会の8議席のうち4議席をミロシェヴィッチが独占することになった。そのため、これ以外のユーゴスラビアを構成する4箇国、スロベニア、クロアチア、ボスニア・ヘルツェゴビナ、マケドニアの代表者は、ミロシェヴィッチによる憲法改正の計画を阻止するために共同行動を維持し続けなければならなかった。セルビアの体制変更は1990年7月5日、コソボを含むセルビア全土での住民投票によって可決された。これらの動きによって、80,000人のアルバニア人がコソボで職を追われることになった。コソボの全ての高等教育に対して、新しいセルビアの教育カリキュラムの導入が強いられた。この動きをアルバニア人は拒絶し、既存の教育機関と並存する独自の教育システムを設立した。
コソボへの影響は絶大なものであった。自治権の縮小は、コソボの政治機構の解体を伴うものであった。コソボ共産主義者同盟、コソボ州政府、議会は公式に解体された。コソボの産業の多くは州が保有していたが、これらの企業の中枢は抜本的に入れ替えられた。形式的には、少数の企業はその例外となった。政府は企業に対して忠誠の誓約を要したが、ほとんどのコソボのアルバニア人はその署名を拒否して追放されたものの、ごく一部は署名に同意し、セルビアの国有企業となった後も雇用を解かれずにいた。
アルバニア人の文化的自治も劇的に削減された。唯一のアルバニア語の新聞である『Ridilin』は発禁され、アルバニア語でのテレビ、ラジオ放送は中止された。アルバニア語は州の公用語から外された。プリシュティナ大学はアルバニア人民族主義の温床と見られていたが、大規模に粛清された。800の講義は閉鎖され、23,000人の学生のうち22,000人は追放された。40,000人程度いたユーゴスラビア軍の兵士や警官は、それまでのアルバニア人による治安維持機構から取って代わった。強権体制は「警察国家」との非難を受けた。貧困と失業は壊滅的な状況に達し、コソボの人口のおよそ80%は失業者となった。アルバニア人成人男性の3分の1は職を求めて国外（ドイツやスイスなど）へと流出した。
ミロシェヴィッチによるコソボ共産主義者同盟の解体によって、アルバニア人による最大の政治勢力はイブラヒム・ルゴヴァの率いるコソボ民主同盟へと移った。コソボ民主同盟は、コソボの自治権剥奪に対して平和的手段で抵抗することで応じた。ルゴヴァは現実的な理由から、武装闘争を選択しなかった。武装闘争はセルビアの軍事力の前には無力であり、単に流血を招くだけと考えたためである。ルゴヴァはアルバニア人らに対してユーゴスラビア、セルビア国家へのボイコットを求め、選挙の不参加、徴兵の拒否、そして納税の拒否を呼びかけた。ルゴヴァはまた、並存するアルバニア語の学校、病院、診療所の設置を呼びかけた。1991年9月、コソボの「影の」議会はコソボの独立を問う住民投票を実施した。セルビア治安部隊による妨害や暴力にもかかわらず、コソボのアルバニア人人口の90%の投票率であったと報告されている。そして、うち98%、およそ100万票がコソボ共和国の独立に賛成した。1992年5月、2回目の選挙ではルゴヴァを大統領に選出した。セルビア政府はこれらの投票を違法であり、その結果は無効であるとした。
ルゴヴァは非暴力主義に立ち平和的独立を目指したが、セルビア当局は独立を認めなかった。しかし、クロアチアやボスニア・ヘルツェゴビナなどの紛争を抱えるために、コソボに対する対処を十分に採ることができなかった。1991年6月以降、ユーゴスラビア社会主義連邦共和国を構成していたスロベニア、クロアチア、マケドニア共和国、ボスニア・ヘルツェゴビナが次々に独立し、残されたセルビアとモンテネグロが新国家ユーゴスラビア連邦共和国を結成する一方で、「コソボ共和国」は国際社会からも無視され、1995年のボスニア・ヘルツェゴビナ紛争終結の和平会議でも顧みられることはなかった。
ルゴヴァの受動的抵抗の方針によって、1990年代前半のスロベニア、クロアチア、ボスニア・ヘルツェゴビナで独立戦争があった間、コソボは平穏に保たれていた。しかしながら、コソボ解放軍の登場に見られるように、この平穏はアルバニア人たちの間に広がる大きな不満と引き換えのものであった。1990年代半ば、ルゴヴァは国際連合に対してコソボでの平和維持活動を求めた。1997年、ミロシェヴィッチはユーゴスラビア連邦共和国の大統領に選出された（上記のように、このユーゴスラビア連邦共和国はセルビア共和国とモンテネグロ共和国によって1992年4月に発足した新しい連邦である）。
セルビアによる抑圧が続くにつれ、アルバニア人たちの多くが過激化し、その一部は武力闘争のみが状況を打開し得ると考えるようになった。1996年4月22日、セルビア治安部隊の隊員に対する攻撃が同時多発的にコソボの異なる地域でそれぞれ発生した。コソボ解放軍の性質について、初期の頃は謎に包まれていた。実際には、コソボ解放軍は小規模で、氏族を基盤とし、組織化の十分でない急進的アルバニア人の集団に過ぎず、その多くはコソボ西部のドレニツァ地方の出身であった。この時点でのコソボ解放軍は、地元の農民や追放者、失業者らであったと見られる。
コソボ解放軍は、コソボ国外に離散したアルバニア人ディアスポラから資金援助を受けていたと考えられている。そして、アルバニア人による麻薬取引の拠点はヨーロッパ各地に作られた。1997年初期、アルバニアでは、ねずみ講破綻に伴うアルバニア暴動とサリ・ベリシャの失脚の中、無秩序状態となっていた。軍の武器庫から武器が犯罪集団の手へと渡り、その多くが後にコソボ西部へと持ち込まれ、コソボ解放軍の装備を大幅に強化した。ブヤル・ブコシはスイスのチューリヒに置かれた亡命政府の大統領で、ブコシはコソボ共和国軍（Forcat e Armatosura të Republikës së Kosovës; FARK）と呼ばれる組織を設立した。
多くのアルバニア人たちは、コソボ解放軍を正当な解放闘争者と見ていたが、ユーゴスラビア政府からは政府や市民を攻撃するテロリストと呼ばれた。1998年、アメリカ合衆国の国務省はコソボ解放軍をテロリストに指定した。1999年、アメリカ合衆国上院の共和党政策委員会は、ビル・クリントン大統領の政治がコソボ解放軍と「実質的に同盟関係にある」ことを指摘した。
「信頼できる複数の非公式の情報源によると（…）、コソボ解放軍は大規模なアルバニア人犯罪ネットワークに深く関与し（…）、イスラム主義のイデオロギーに動かされるテロリスト組織であり、イランやウサーマ・ビン＝ラーディンからの援助を受け（…）」
2000年、BBCの記事で、NATOによる戦いでは、アメリカ合衆国がコソボ解放軍を「テロリスト」と規定しつつも、この時コソボ解放軍と関係を持つことを模索していたと指摘した。
アメリカのロバート・ジェルバード（Robert Gelbard）使節はコソボ解放軍をテロリストと呼んだ。批判に対してジェルバード使節が下院外交委員会に対して、「コソボ解放軍はテロリスト活動を実行しているものの、アメリカ合衆国政府によって法的にテロリスト組織と認定されているわけではない」、と明らかにした。1998年6月、ジェルバード使節は、コソボ解放軍の政治的指導者を名乗る2人と面会した。
アメリカやその他の国々の中には、コソボ解放軍に資金や武器が流入するのを食い止めることに対して積極的ではなかったと指摘されている。コソボ紛争をはじめとする一連の問題が起きた旧ユーゴスラビア地域を、アメリカは「制裁の外壁」の中においていた。制裁をとめることを目的としていたデイトン合意が結ばれた後もこれは維持され続けた。アメリカのビル・クリントン大統領はデイトン合意によって、ユーゴスラビアはコソボに関してルゴヴァと話し合うことができるようになったと主張した。
コソボの危機的状況は1997年12月に上昇した。ボスニア・ヘルツェゴビナ問題を監督する和平履行評議会の会合がドイツのボンで開かれた際に各国は、ボスニア・ヘルツェゴビナ上級代表に対して、選挙で選ばれた指導者を退ける権利を含む強大な権限を与えることに同意した。同じ時期に、西側各国の外交官らはコソボについても話し合うことを企図し、ユーゴスラビアおよびセルビアはコソボのアルバニア人の要求に対して責任があるとした。これは、ボスニア・ヘルツェゴビナ問題について話し合うコタンクト・グループ諸国が、ボスニア・ヘルツェゴビナ問題は解決局面に入ったという認識と、セルビアに対するコソボ問題解決の求めに対するものであった。

## 戦闘の経過

### 1998年2月 - 10月: 紛争に突入

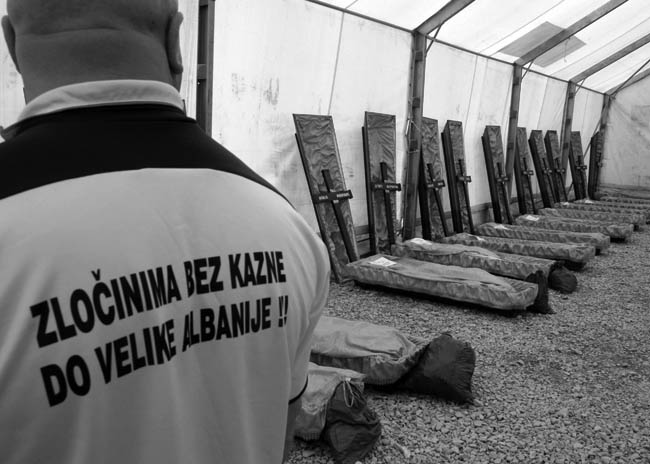
1998年、セルビア人犠牲者の遺体

1998年2月、コソボ解放軍による攻撃が激化し、ドレニツァ渓谷地帯に集中、アデム・ヤシャリはその中心的存在となっていた。ロバート・ジェルバードがコソボ解放軍をテロリストと呼んでから数日後、リコシャン（リコシャネ）地域でのコソボ解放軍の攻撃に対してセルビア警察が応じ、コソボ解放軍の兵士らをチレズ / ツィレズ（Qirez / Cirez）まで追い、30人のアルバニア人市民と4人のセルビア人警官が死亡した。これが紛争において初の本格的な戦闘であった。
複数の捕虜の即決殺害や市民に対する殺害があったものの、西側諸国のユーゴスラビアに対する非難は、この時点ではあまり大きくならなかった。セルビア警察はヤシャリとその支持者をプレカジ＝イ＝ポシュテム / ドニェ・プレカゼ（Prekazi-i-Poshtem / Donje Prekaze）へと追撃した。この3月5日の出来事は、西側諸国の政府からの大きな非難を呼んだ。アメリカ合衆国国務長官マデレーン・オルブライトは、「この危機はユーゴスラビア連邦共和国の国内問題ではない。」と述べた。
3月24日、セルビア軍はドゥカジン（Dukagjin）作戦地帯にあったグロジャン / グロジャネ（Gllogjan / Glođane）の村を包囲し、村にいた反乱分子を攻撃した。セルビア軍は火力の上で優位にたっていたものの、コソボ解放軍の部隊を壊滅させることはできなかった。アルバニア人側には死者や重傷者もあったものの、グロジャン / グロジャネでの反乱を抑えきることはできなかった。この地域は、後に続く紛争では抵抗勢力側の重要な拠点の一つとなった。
また別のコソボ解放軍の重要な拠点はコソボとの国境に近いアルバニアの北部の、トポロヤを中心とした地域であった。続く1997年のアルバニア暴動によって、アルバニアの一部の地域では政府の統制が及ばなくなった。さらに、アルバニア軍の装備が略奪された。これらの略奪された兵器の多くは、後にアルバニア国境地帯に拠点を構えるコソボ解放軍の手に渡った。ここはコソボ解放軍による攻撃、そして武器をドレニツァ地方へと送り込む拠点であった。メトヒヤ平原には、ジャコヴァ / ジャコヴィツァ（Gjakova / Đakovica）を経由してアルバニアからドレニツァ、そしてクリナを結ぶ道路があり、コソボ解放軍の活動の初期の拠点であった。
コソボ解放軍の最初の目標はドレニツァの拠点とアルバニア本国の拠点を結ぶことであった。そして、戦闘の最初の数箇月でこれは達成された。コソボ解放軍は西側諸国、そしてイスラム世界からの支援を受けており、その中にはムジャーヒディーンたちも含まれる。
セルビア側は交渉の努力も続けており、イブラヒム・ルゴヴァの側の人員と会談もした。何度かに及んだ交渉が全て失敗に終わった後、セルビア側の代表者ラトコ・マルコヴィッチ（Ratko Marković）はコソボの少数民族のグループを呼び、アルバニア側との交渉を続けた。セルビアの大統領ミラン・ミルティノヴィッチも会談に参加したが、ルゴヴァは参加を拒否している。ルゴヴァとその支持者らはセルビアではなくユーゴスラビア連邦との会談を望んでおり、コソボの独立を目指す立場であった。
この時、セルビアではセルビア社会党とセルビア急進党を中心とした新しい政権が発足した。民族主義者のヴォイスラヴ・シェシェリが副首相となった。これによって、セルビアと西側諸国との軋轢はいっそう激しくなった。
4月上旬、セルビアはコソボ問題に関する外国の干渉問題について、国民投票を実施した。セルビアの有権者らは、この国内問題に対する外国の干渉を明確に拒絶した。
その間、コソボ解放軍はデチャニ（Deçan / Dečani）周辺の大半の地域を制圧し、グロジャン / グロジャネ （Gllogjan / Glođane）の村の周辺を進攻した。5月31日、ユーゴスラビア軍とセルビア内務省の警察は、コソボ解放軍との前線を突破するための作戦に入った。この作戦は数日後に終わり、その中では捕虜の即決殺害や市民の殺害があったとされている。これによって西側諸国からの空爆を招くことになった。
この間、ユーゴスラビアのミロシェヴィッチ大統領はロシアのボリス・エリツィン大統領との間でNATOによる攻撃的行動を中止させ、セルビアではなくユーゴスラビアとの話し合いを望むアルバニア人側と交渉を持つことで合意に達した。実際には、ミロシェヴィッチ大統領とイブラヒム・ルゴヴァとの間で行われた会談は、5月15日にベオグラードでのたった1回のみであった。リチャード・ホルブルックは、交渉が行われるだろうと発表した2日後のことである。1ヶ月後、ホルブルックはセルビアの首都ベオグラードを訪れてミロシェヴィッチ大統領に対して「要求に従わなければ、あなたの国に残された全てが破壊されるだろう」と脅迫した後、5月から6月にかけての作戦行動の跡を見に国境地帯を訪れた。その場所で、ホルブルックがコソボ解放軍とともに写真に写っている。これらの写真の公表は、コソボ解放軍とその支持者、共鳴者らに対して、あるいは広く一般の人々の目に、アメリカがコソボ解放軍を支持していることを示す明確なシグナルとなった。
エリツィン大統領との合意では、ミロシェヴィッチ大統領は国際的な代表者らにコソボ・メトヒヤでの活動を容認することになっていた。これはコソボ外交監視団（Kosovo Diplomatic Observer Mission）と呼ばれ、7月初旬から活動を開始した。アメリカの政府はこの合意の一部を歓迎したものの、双方への停戦の呼びかけを批判した。むしろ、アメリカはセルビア、ユーゴスラビア側が「テロリスト活動の中止とは関係なく、無条件で停戦すべき」であるとした。
6月から7月にかけて、コソボ解放軍はその優位を保ち続けた。コソボ解放軍はペヤ / ペーチ、ジャコヴァ / ジャコヴィツァを包囲し、ラホヴェツィ / オラホヴァツの北のマリシェヴァ / マリシェヴォ（Malisheva  / Mališevo）の町にて臨時首都を設立した。コソボ解放軍はバラツェヴェツ（Belacevec）炭鉱を攻撃して6月末に占領し、地域のエネルギー供給を脅かすことに成功した。
7月中旬にコソボ解放軍がラホヴェツィ / オラホヴァツを制圧すると、情勢は一転した。1998年7月17日、ラホヴェツィ / オラホヴァツに近接した2つの村レティムリェ（Retimlije）とオプテルシャ（Opteruša）にて、全てのセルビア人男性が拉致され、後に遺体で発見された。これらほど組織化されてはいないものの、同様の事例はラホヴェツィ / オラホヴァツや、より大きなセルビア人の村ホチャ・エ・マヅェ / ヴェリカ・ホチャ（Hoça e Madhe / Velika hoča）でも発生した。これがきっかけとなり、セルビア人とユーゴスラビアによる攻撃が始まり、8月20日頃まで続いた。
ラホヴェツィ / オラホヴァツから5キロメートルにあるゾツィステ（Zociste）の正教会の修道院は、聖人コスマスとダミアノス（Kosmas and Damianos）のレリーフが有名であったが、この修道院も1999年には地元のアルバニア人によって襲撃・略奪され、修道士らはコソボ解放軍の収容所に送られた。無人となった間の同年9月13日から9月14日にかけて、修道院の聖堂を始め全ての建物は爆破され、消失した。
コソボ解放軍による新しい攻撃は1998年8月下旬に、ユーゴスラビア軍によるコソボ・メトヒヤ南西部のプリシュティナ＝ペヤ道路の南で行われた攻撃に反応して始められた。この攻撃によってクレツカ（Klecka）は8月23日にコソボ解放軍に制圧された。この場所はコソボ解放軍による死体焼却場として使われ、その犠牲者らが見つかった。9月1日には、コソボ解放軍はプリズレン周辺で攻勢をかけ、ユーゴスラビア軍はその対処にあたった。ペヤ / ペーチ周辺のメトヒヤ地域において行われた別の攻撃は大きな非難を呼び、各国の政府や国際的な機関は、追放された人々の大規模な一行が攻撃を受けた可能性を危惧した。これに引き続いてドニイ・ラティス（Donji Ratis）が陥落した。同地では、コソボ解放軍が集団死体遺棄現場を築いており、この場所からは行方不明になっていたセルビア人やそのほかのコソボの市民ら60人の遺体が発見されている。
9月中旬の初め頃、コソボ解放軍による戦闘が初めてコソボ北部のベシアナ / ポドゥイェヴォで報じられた。最終的に9月の末には、コソボ解放軍をコソボ北部、中部、そしてドレニツァ渓谷そのものから一掃するための作戦が行われた。この間、西側諸国からセルビアに対して様々な脅迫がなされたものの、それらはボスニア・ヘルツェゴビナで実施される選挙のために中断された。西側諸国はセルビア急進党やセルビア民主党が選挙で勝利することを嫌い、セルビアへの圧力を弱めたのである。しかしながら、ボスニア・ヘルツェゴビナでの選挙が終わると、再びセルビアに対する脅迫を強化させた。しかし、それらは決定的とはならなかった。9月28日、コソボ外交監視団が、アブリ・エ・エペルメ / ゴルニェ・オブリニェの村の外で、ある家族の切断された遺体を発見した。そこから見つかった血まみれの人形は衝撃的な映像として発信され、参戦への大きな理由となった。
このほかにも、参戦の有力な動機となった事実として推計250,000人のアルバニア人が家を追われ、30,000人は森の中に隠れており、寒さから身を守る十分な服も住む場所もなく、季節は冬へと向かっていた。
この間、マケドニア共和国に駐在するアメリカのクリストファー・ヒル大使がルゴヴァ率いるアルバニア人側の代表者と、セルビア、ユーゴスラビアの当局との間でシャトル外交を展開していた。この時の交渉こそが、NATOがコソボ占領の計画を策定している間に、和平合意に盛り込まれるべき内容を形作ることとなった。
この2週間の間、セルビアに対する圧力はさらに強められ、NATOにはついに戦時編成命令が出されるに至った。空爆のためのあらゆる準備が整えられ、ホルブルックはベオグラードへ行き、NATOによる圧力を背景としてミロシェヴィッチ大統領との間での合意を模索した。ホルブルックに同行したマイケル・ショートは、ベオグラードを破壊すると脅した。長く辛い交渉の末に、1998年10月12日にはコソボ査察合意が結ばれた。
公式には、国際社会は戦闘の終結を求めていた。国際社会は特に、セルビア側に対してコソボ解放軍への攻撃を中止するよう求めていた（コソボ解放軍による攻撃には特に触れられることはなかった）。また、コソボ解放軍に対しては、その独立要求を取り下げるように求めた。さらにミロシェヴィッチ大統領に対しては、コソボ全域でのNATOによる平和維持部隊の活動を認めるように要求していた。彼らによる交渉の中で、ヒル大使に対して和平プロセスを進め、和平合意を受諾することを認めた。1998年10月25日、停戦が取り付けられた。合意ではコソボ査察使節団の設置が認められた。コソボ査察使節団は欧州安全保障協力機構（OSCE）による非武装の和平監視団であった。OSCEは10月15日に署名されたNATOコソボ検証ミッション（KVM）のために大量の４WDやトラックを持ち込んだが、それらが鮮やかなホオズキ色に塗装されていたこと、その活動が不十分であるとの批判から"clockwork orange（時計じかけのオレンジ：ロンドンの下町言葉で「外見はまともだが中身はおかしい」の意）"と通称された。ただし、翌年3月の活動縮小とその後のKVMの終了によって監視が緩んだことから殺害、強姦、勾留、国外追放といあった民族浄化キャンペーンが再開されているため、一方的に無意味無価値であったわけではない。

### 1998年12月 - 1999年1月: 紛争の再開、激化

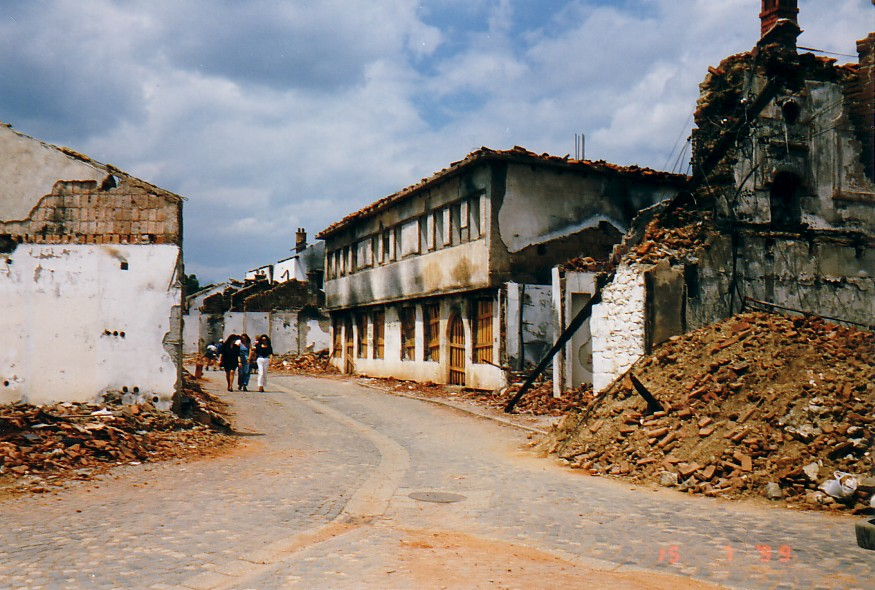
紛争により破壊された建物

12月上旬にコソボ解放軍が、戦略的に重要なプリシュティナ＝ポドゥイェヴォ幹線道路を見渡すバンカーを占領したことにより、停戦は数週間のうちに破棄され、戦闘が再開された。これは、コソボ解放軍がペヤ / ペーチのカフェを襲撃したパンダ・バー虐殺（Panda Bar Massacre）から程なくしてのことであった。虐殺の2日後、コソボ解放軍はフシェ・コソヴァ / コソヴォ・ポリェの市長を暗殺した。
コソボ解放軍による攻撃とセルビア側の反撃は1998年から1999年にかけての冬の間中続けられ、都市部での危険度は増し、爆破や殺人などが多発した。1999年1月15日にはラチャクの虐殺が引き起こされた。事件は直ちに（調査が始められるより前に）虐殺事件として西側諸国や国際連合安全保障理事会から非難された。このことは、ミロシェヴィッチ大統領とその政権の首脳らを戦争犯罪者とみなす基礎となった。テレビカメラは、殺害されたアルバニア人たちの遺体のそばを歩くアメリカのウィリアム・ウォーカー外交官を映し出した。ウォーカー外交官が記者会見を開き、一般市民に対するセルビアの戦争犯罪行為について明らかにしたと述べた（）。この虐殺が、戦争の大きな転換点となった。NATOは、NATOの支援の下で平和維持のための武力を投入することのみが、問題を解決する唯一の手段であると断じた。
連絡調整グループは、「交渉不可能な要素」をまとめあげた。これは"Status Quo Plus"として知られ、コソボをセルビアの枠内で1990年以前の自治水準に戻し、さらに民主主義と国際組織による監督を導入するというものであった。連絡調整グループはまた、1999年2月にも和平交渉を開き、フランスの首都パリ郊外のランブイエ城（Château de Rambouillet）にて交渉が持たれた。

### 1999年1月 - 3月: ランブイエ和平交渉

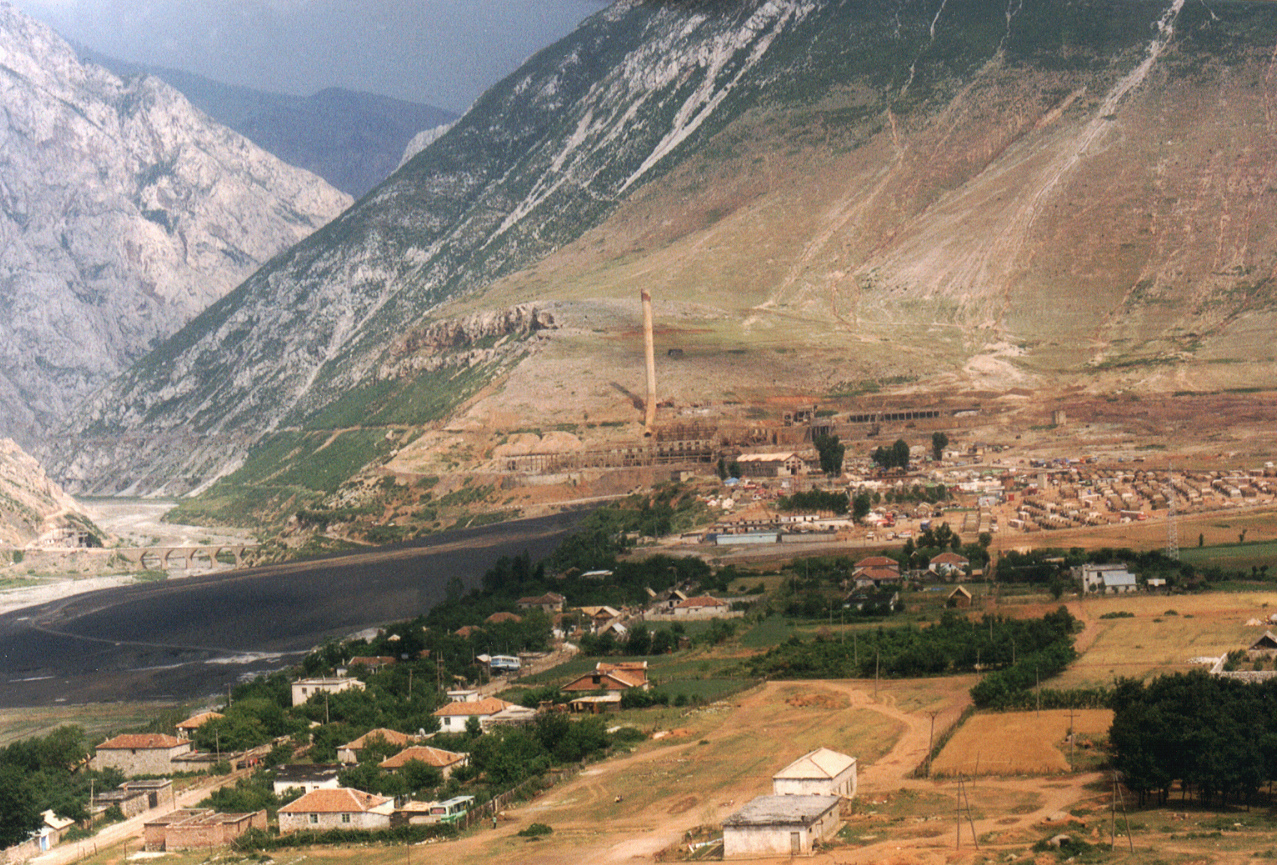
1999年、アルバニアのクケスにおける難民キャンプの写真。

ランブイエ交渉は2月6日に始められ、NATOのハビエル・ソラナ事務総長が両サイドと仲介交渉を行った。彼らは2月19日に交渉をまとめる意向であった。セルビア側の代表者はセルビアのミラン・ミルティノヴィッチ大統領であり、ミロシェヴィッチ大統領自身はベオグラードに留まった。これは、ミロシェヴィッチ大統領自身が直接交渉に臨んでの、ボスニア・ヘルツェゴビナ紛争を終結させたデイトン合意の時とは対照的であった。この時は、ミロシェヴィッチ大統領自らが交渉に臨んだ。ミロシェヴィッチ大統領の不在は、交渉に関わらず実際の決定はミロシェヴィッチ大統領がベオグラードで行っていることを示すものとみなされ、セルビア国内、国際社会双方からの非難を受けた。コソボのセルビア正教会の主教アルテニイェ（Artemije）は自らランブイエへ出向き、交渉は代表者を欠いていると抗議した。
歴史的根拠に関する交渉の初期段階には成功した。具体的には、連絡調整グループの共同議長による1999年2月23日の声明では、交渉では「民主的な共同体による自由で公正な選挙、公平な法体系を含む、コソボの自治に関して合意が得られた」としている。さらに、「政治的枠組みは定められた」とし、「合意文書の内容を定める」ことを終えるための更なる作業が残されており、残されたものの中には「コソボにおいて招致された国際的な文民と軍のプレゼンス」が含まれていた。しかし翌月の間、アメリカのルービン（Rubin）外交官とオルブライトの影響を受けたNATOによって、軍のプレセンスは「招致された」ものではなく「強制する」べきであるとした。NATOのコソボ解放軍への傾倒は、BBCテレビの番組『Moral Combat: NATO at War』にて特集された。実際には、NATOの軍事委員会の議長であるクラウス・ナウマン将軍の発言では、「ウォーカー大使は北大西洋理事会（North Atlantic Council）にて、停戦の破棄の大部分はコソボ解放軍によるものであるとしている」とされた。
1999年3月18日、アルバニア人、アメリカ、イギリスの代表者らはランブイエ合意に署名したが、セルビアおよびロシアは署名を拒否した。合意案では、次のことを求めていた。
1. コソボをユーゴスラビア枠内の自治州としてNATOが統治する。
2. 3万人のNATOの兵士がコソボの治安維持にあたる。
3. NATO兵士によるコソボを含むユーゴスラビア領内への無制限の通行の権利。
4. NATOとその人員に対するユーゴスラビア法の適用除外。

アメリカ合衆国およびイギリスの代表者らは、この合意案はセルビア側が受け入れることのできないものであると考えていた。これらの後半の要求内容はボスニア・ヘルツェゴビナの平和安定化部隊に対して適用されたものと同様であった。合意案はアルバニア人側の要求を完全には満たしていなかったものの、合意案はセルビア側にとっては十分に過激なものであり、これに対してセルビア側は合意案の大幅な変更を求め、ロシアも合意案は受け入れ不可能であるとした。
ランブイエ交渉が2月に行われている間も攻撃は続けられ、コソボ査察合意は3月には破綻した。道路上での殺害は増加し、軍事衝突が頻発した。他の地域に加え、2月にはヴシュトリ / ヴチトルンで、3月にはこれまで衝突のなかったカチャニクでも衝突が起こった。
交渉の失敗以降、事態は急速に進行した。NATOによる空爆が始まる1週間前、西側諸国のほとんどのジャーナリストが滞在しているベオグラードのハイアットホテルに、アルカンことジェリコ・ラジュナトヴィッチが現れ、セルビアを去るように求めた。
欧州安全保障協力機構（OSCE）の国際監視団は3月22日、NATOによる空爆が予見され、監視団の安全を保障できないとして、監視団を撤退させた。3月23日、セルビア議会はコソボの自治を認め、ランブイエ合意の非軍事部分を受け入れることを決定した。しかし、ランブイエ合意の軍事部分、より厳密には「NATOによるコソボ占領統治」の様相を呈している条項Bの受け入れには反対した。合意案は全てにおいて「欺瞞」であるとし、その理由として合意案の軍事部分は交渉の最終段階になって初めて議題に上がり、十分に交渉する時間も与えられず、またその交渉相手は「分離主義者のテロリストの代表者」であり、ユーゴスラビア連邦共和国の代表者と直接会わず、直接交渉することを交渉中一貫して拒否していたとして激しく非難した。その翌日の3月24日、NATOはセルビアへの空爆を始めた。

### 1999年3月 - 6月: NATOによる空爆

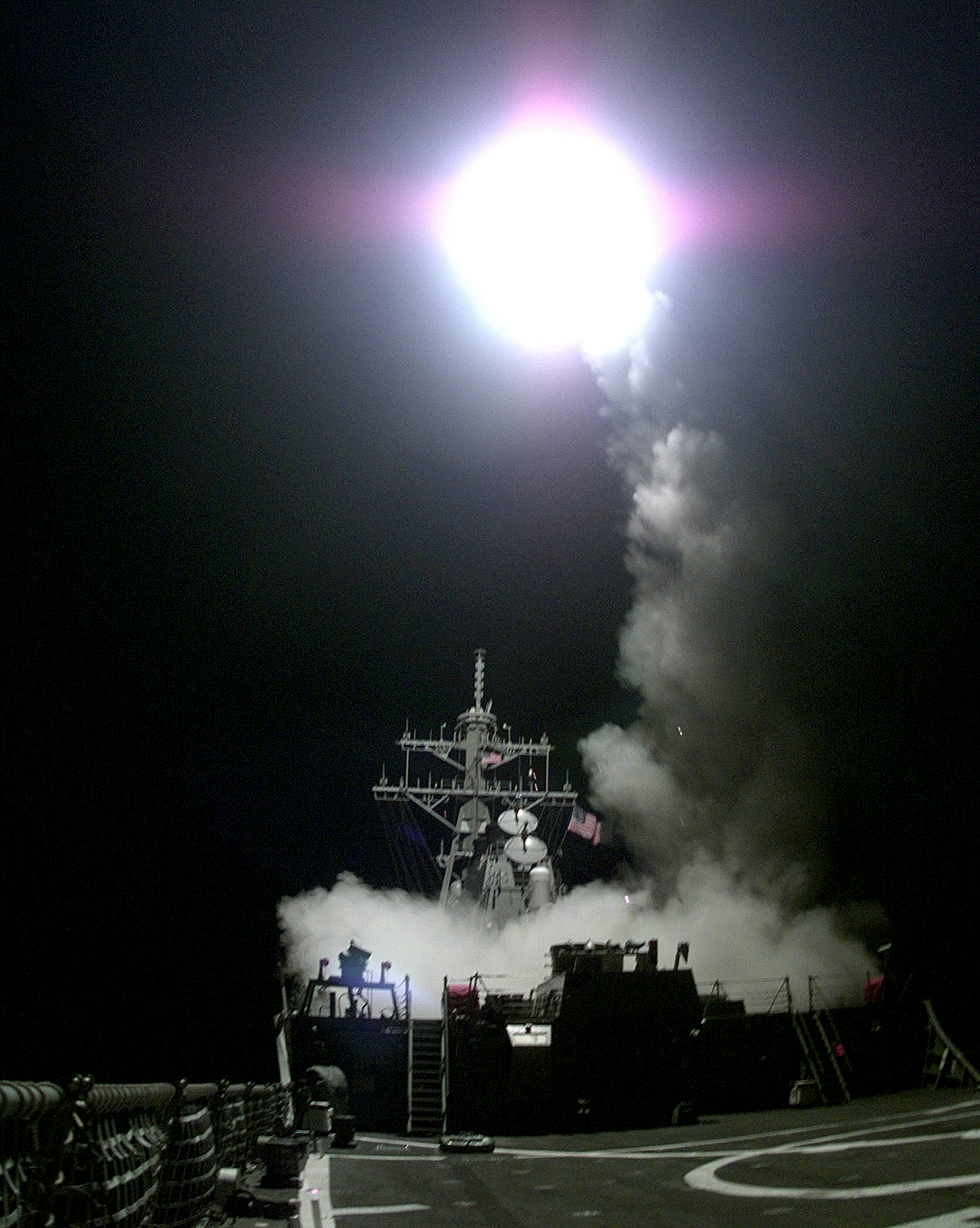
米ミサイル駆逐艦「ゴンザレス」から発射されるトマホーク巡航ミサイル（1999年3月31日）

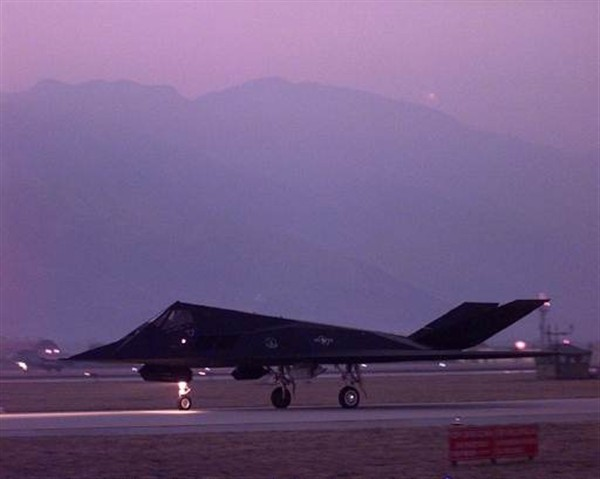
イタリアのアヴィアノ空軍基地に駐機するアメリカ空軍所属のF-117攻撃機（1999年3月24日）

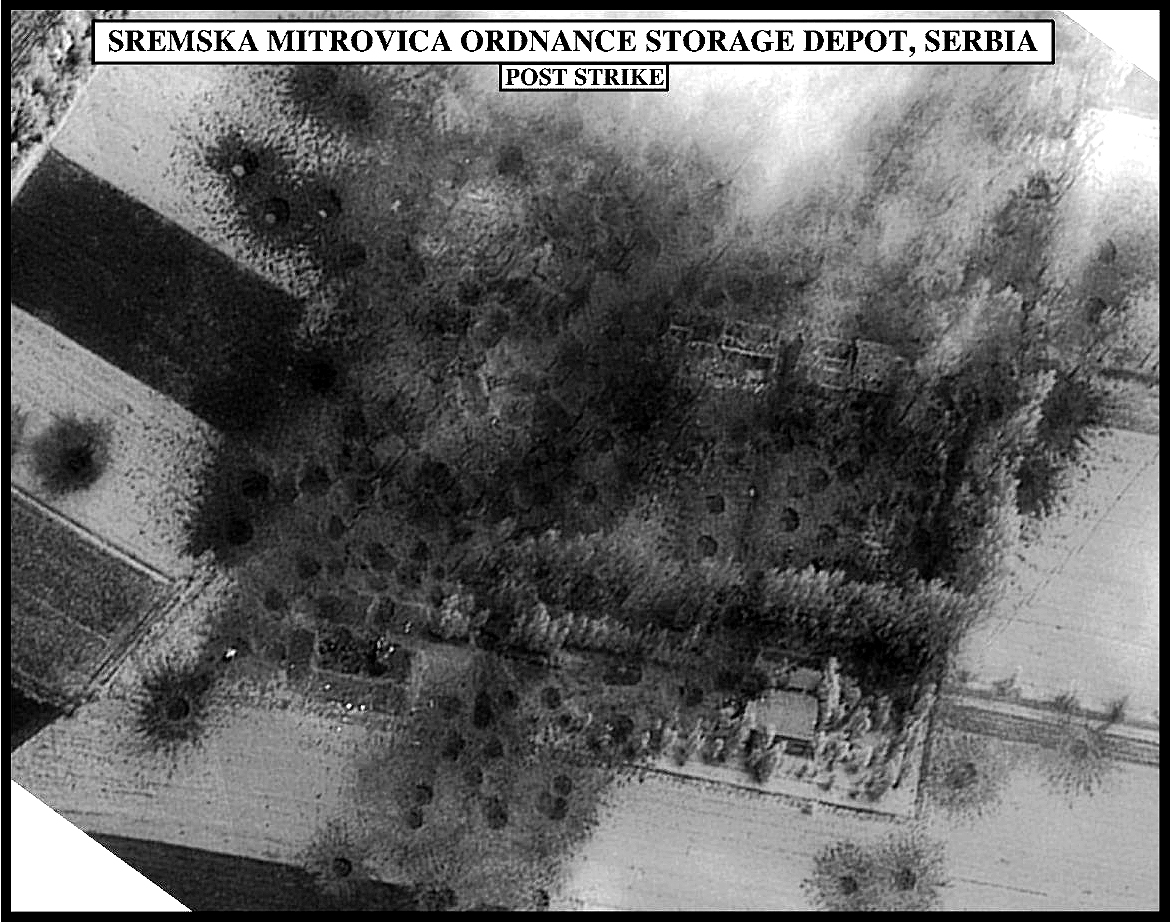
セルビア側のSremska Mitrovica兵器貯蔵庫の空爆後に撮影された空中写真（1999年）

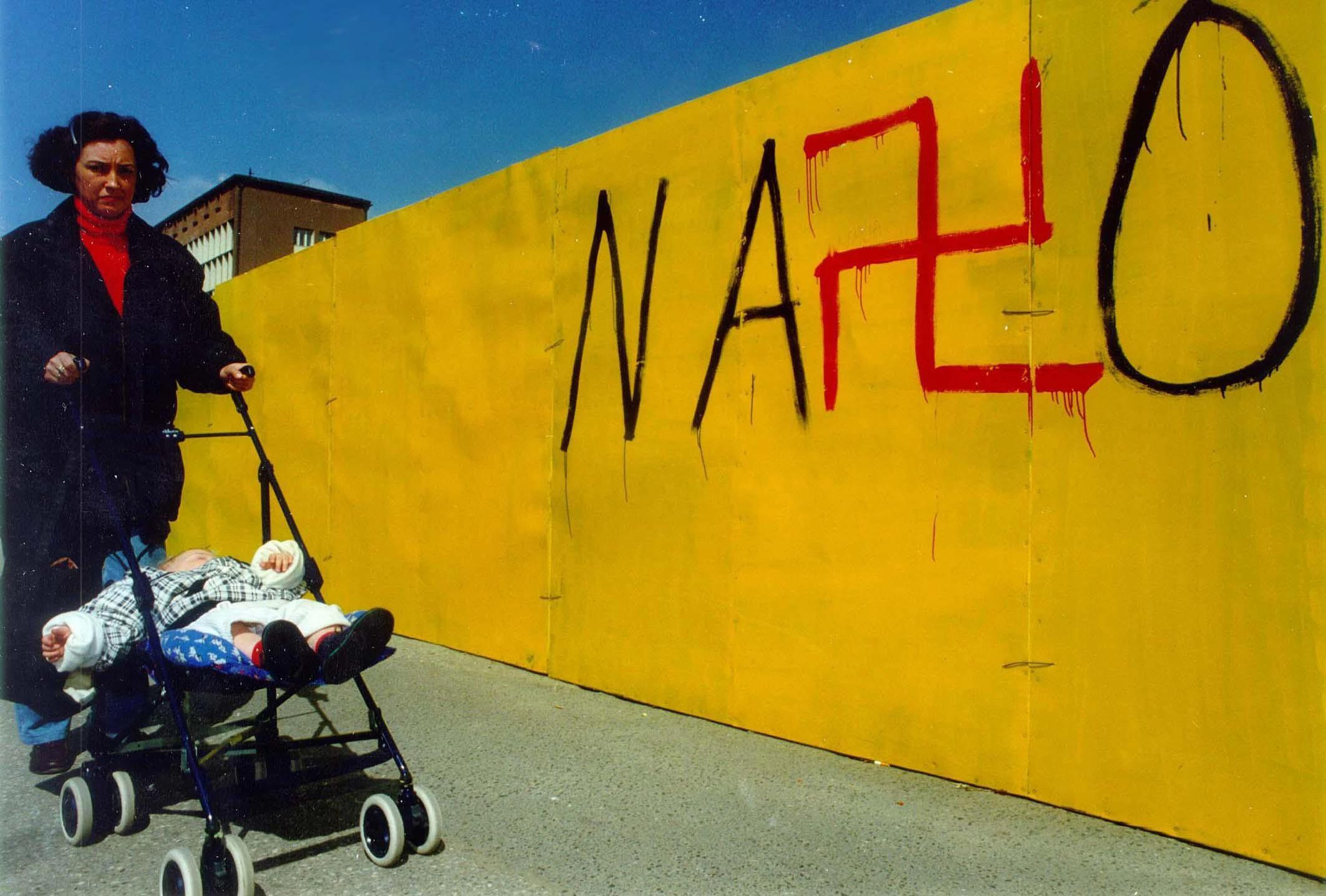
NATO軍をナチス・ドイツのハーケンクロイツに喩えたグラフィティが描かれたノヴィ・サドの町（1999年）

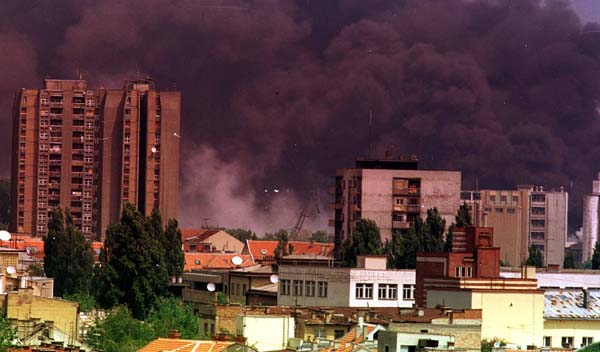
NATO軍の空爆後のノヴィ・サド（1999年）

NATOによるセルビア空爆は、1999年の3月24日から6月11日まで続き、最大で1千機の航空機が、主にイタリアの基地から作戦に参加し、アドリア海などに展開された。巡航ミサイル・トマホークもまた大規模に用いられ、航空機や戦艦、潜水艦などから発射された。NATOの全ての加盟国が作戦に一定の関与をした。10週間にわたる衝突の中で、NATOの航空機による出撃は38,000回を超えた。ドイツ空軍は、第二次世界大戦後で初めて戦闘に参加した。
NATOによって目標と定められたのは、NATOのスポークスマンによると、コソボからセルビア人勢力を一掃し、平和維持軍を置き、難民を帰還させることであった。これは、ユーゴスラビア軍がコソボを去り、国際的な平和維持軍に置き換えられ、そして避難しているアルバニア人がコソボに帰還することを意味していた。作戦は初期の頃には、ユーゴスラビア空軍の防衛力を削ぎ、重要な戦略目標を押さえることにあった。これは、作戦初期においては十分な成功を収めることができなかった。それは、主に悪天候によって、ユーゴスラビア軍が容易に隠れられることによるものであった。NATOは、ミロシェヴィッチによる抵抗の意思を過小評価していた。ブリュッセルでは、大半が作戦は数日のうちに終わると予想していた。初期の爆撃は軽度に留まり、1991年の湾岸戦争におけるイラクの首都バグダードへの集中的な攻撃と比べれば、ほぼ誰もいないような場所への攻撃が加えられるのみであった。地上では、セルビア人による民族浄化作戦は激化し、空爆が始まってから1週間の間に300,000人のアルバニア人が隣接するアルバニアやマケドニア共和国に去り、その他にも多くがコソボ域内で強制移動された。4月の時点で、国際連合は、アルバニア人を中心に85万人が故郷を離れたと報告している。
NATO軍の作戦は次第に変化し、地上のユーゴスラビア軍の、戦車や大砲よりも大きいものを直接攻撃すること、並びに戦略爆撃を加えることに重点が置かれるようになった。この活動はしかし、政治によって強く束縛されたものであった。その攻撃対象は、NATOの加盟19箇国が同意できるものでなければならなかったためである。モンテネグロはNATOにより何度か空爆を受けたものの、モンテネグロの政治的指導者で反ミロシェヴィッチ派のミロ・ジュカノヴィッチの政治的不安定な状況を支援するため、まもなくモンテネグロへの攻撃は中止された。セルビアの民間・軍事双方によって用いられている施設は「デュアル＝ユース・ターゲット」（dual-use target）と呼ばれ、攻撃対象となった。その中には、ドナウ川にかけられた橋や、工場、電力発電所、通信施設、そして、ミロシェヴィッチの妻・ミリャナ・マルコヴィッチが党首を務めるユーゴスラビア左翼連合の本部、セルビア国営放送の塔なども含まれていた。これらへの攻撃の一部は、国際法、特にジュネーヴ条約に違反するのではないかとの見方もされた。NATOはしかし、これらの施設がユーゴスラビアの軍事を利するものであるとし、これらへの攻撃が合法であるとした。
5月の始めには、NATOの航空機がユーゴスラビア軍の輸送車隊と見誤ってアルバニア人難民の輸送車隊を攻撃し、50人ほどの死者を出した。NATOは5日後に誤りを認めたものの、セルビア人らは難民への攻撃を意図的なものであるとして非難した。5月7日、アメリカ空軍はB-2によって、ベオグラードの中国大使館をJDAM爆弾で攻撃し、3人の中国人ジャーナリストを殺害し、26人を負傷させた。これによって中国の世論は沸騰した。
当初、NATOは「ユーゴスラビアの施設への攻撃であった」と主張した。しかし、後に会議が開催され、アメリカ合衆国とNATOは誤りを認めて謝罪し、「CIAによる地図が古かったことによる「誤爆」であった」とした。この見解は、イギリスの新聞『オブザーバー』の記事(1999年11月28日)や、デンマークの新聞『Politiken』から疑問が提示された。それらの記事によると、「NATOは、中国の大使館が、ユーゴスラビア軍の通信信号の中継（「アーカン」と呼ばれる人物からセルビア人の暗殺部隊への情報通信）に使われていたことをアメリカ側が把握していたため、「意図的に」大使館を狙って攻撃したのではないか」と主張されている。また、訪中経験もあるセルビアの指導者ミロシェヴィッチは中国から「老米」と親しまれ、後に息子のマルコ・ミロシェビッチとその妻や子供が北京に逃亡を試みたようにミロシェビッチ一家と中国は親密な関係にあった。この「誤爆」によって、NATOと中国との間で関係が悪化し、北京にある西側諸国の大使館の周辺、NATO加盟国にゆかりのある企業（マクドナルドなど）では、店舗の破壊を伴う攻撃的なデモ活動が起こった。
なお、駐中国大使館を爆撃目標と指定したのは、アメリカ中央情報局（CIA）のウィリアム・J・ベネット中佐であり、「誤爆」の責任を取らされて、2000年にCIAを解雇されている。その後、2009年3月22日、ベネット中佐が妻とともに公園を散歩していた際に、窓のない白い不審車両が公園に入って行き、激しい物音がした後に自動車が走り去るという出来事が発生した。発見された時には、ベネット中佐は既に死亡しており、妻も重傷を負っていた。この殺人事件に関して、2009年4月にアメリカの外交誌『フォーリンポリシー』は、ベネット中佐の過去の経歴が関係している「暗殺」であったと報じている。
一方、米連邦捜査局(FBI)は、「事件とベネットの経歴を結びつける証拠は一切ない」と暗殺説を否定している。

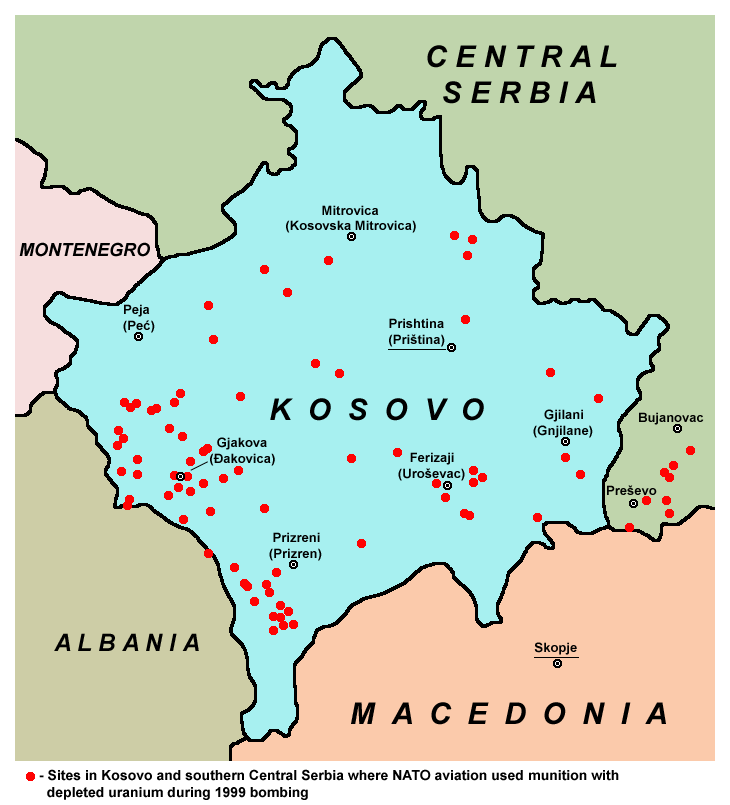
赤い印はNATO軍が空爆で劣化ウラン弾を使用した位置。

また、コソボのドゥブラヴァ（Dubrava）収容所では、NATOによる空爆によって85人の死者が出たと言われる。ヒューマン・ライツ・ウォッチのコソボでの調査によると、5月21日に18人の囚人がNATOの空爆によって死亡し、また3日前の5月19日には3人の囚人と1人の守衛が死亡したとされた。
4月初めの時点において、衝突は終結には程遠いものと見られ、NATO諸国は陸上での作戦、つまりコソボへの進攻を真剣に考えなければならなかった。そして、コソボへの進攻をするならば、早急に準備する必要があった。冬が訪れる前に準備を整えなければならず、その際に予想される、ギリシャやアルバニアの港から、アルバニア北部やマケドニア共和国を経由してコソボに陸路で侵入する経路を確保するためには、するべきことが山積していた。アメリカのクリントン大統領は、アメリカ軍によるコソボ進攻を究極の選択と考えていた。代わりにクリントン大統領は、セルビア人の政府機能を弱体化させるため、CIAがコソボ解放軍を訓練することを決定した。同時に、フィンランドとロシアによるミロシェヴィッチ大統領の説得交渉が続けられた。ミロシェヴィッチ大統領は最終的に、NATOがコソボ紛争の解決に対して本気であり、一方的な解決をも辞さない姿勢であることを理解し、また反NATOの強い言辞を並べるロシアには、現実的にはセルビアを守る力がないことを理解した。微修正を加えた後、ミロシェヴィッチ大統領はフィンランド、ロシアの仲介による条件を受け入れ、NATO関与による国際連合主導でのコソボの平和維持軍の駐留に同意した。

### 1999年6月 -: ユーゴスラビア軍の撤退とKFOR進駐
KFORの派遣については、指揮系統や担当地域を巡ってアメリカとロシアが交渉を続けていたものの難航し、6月11日に一旦決裂。NATO軍はこの状況下で部隊の派遣に動き、ミロシェヴィッチがKFORの条件を受け入れた後の6月12日、KFORはコソボへの進駐を開始した。KFORの中心となったのはNATOの軍であり、コソボでの戦闘を指揮するために準備されていたものの、平和維持活動に従事することになった。KFORは、イギリス軍の陸軍中将マイク・ジャクソン（Mike Jackson）の指揮の下、連合軍緊急対応軍団（Allied Rapid Reaction Corps）を司令部としていた。KFORは各国の軍によって構成された。イギリス軍（第4機甲旅団と第5空挺旅団からなる旅団）、フランス軍、ドイツ軍は西から、イタリア軍やアメリカ軍などそのほかは南からコソボに入境した。この時のアメリカ軍の働きは初期介入部隊（Initial Entry Force）と呼ばれ、第1機甲師団に率いられた。その配下に置かれたのはドイツのバウムホルダー（Baumholder）から来たTF1-35機甲任務部隊、アメリカのフォートブラッグ（Fort Bragg）から来た第505落下傘歩兵連隊第2大隊、ドイツのシュヴァインフルト（Schweinfurt）から来た第26歩兵連隊第1大隊、第4機甲連隊E中隊である。アメリカ軍の初期介入部隊は、後のボンドスティール基地（Camp Bondsteel）に近いフェリザイ / ウロシェヴァツ（Ferizaj / Uroševac）、およびモンタイス基地（Camp Monteith）に近いジラニ / グニラネの両地域の占領を実現した。初期介入部隊は4箇月にわたってここに留まり、コソボ南西部セクターの秩序回復にあたった。アメリカの初期介入部隊は地元のアルバニア人たちから歓声を浴び、花を投げて迎えられた。その間、KFORの兵士たちはコソボ各地の町や村に順次入っていった。抵抗を受けることは無かったものの、事故によって初期介入部隊のアメリカ軍兵士3名が死亡した。

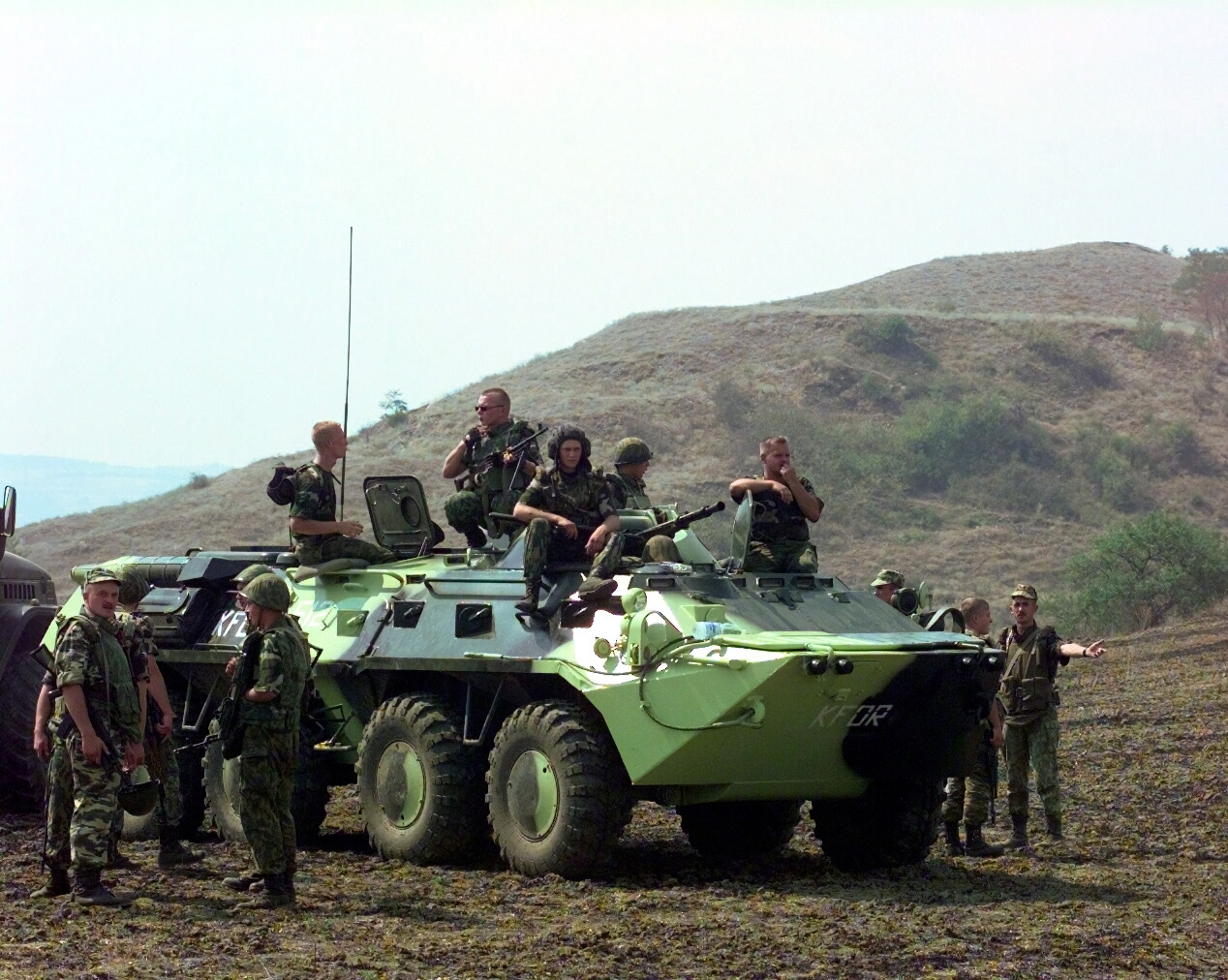
KFORのロシア軍部隊（2000年8月）。

ロシア側もNATO主導による既成事実化を避けるため、合意未成立の中でKFOR部隊の派遣に踏み切り、最も近いボスニア・ヘルツェゴビナで平和安定化部隊（SFOR）に参加していた空挺部隊から一部を抽出し、約200人規模の派遣部隊を編成。ユーゴスラビア国内を経由して陸路プリシュティナに送り込み、NATO軍に先んじて6月12日にプリシュティナ空港周辺に展開した。到着したロシア軍は、過激派の脅威にさらされていた現地のセルビア人住民から歓迎を受けた。ロシア軍は、この先遣部隊に続き1,000人規模の主力の空挺部隊をロシア本国から空輸する準備を整えていたが、NATOの圧力を受けたハンガリー、ブルガリア、ルーマニアが上空通過を認めなかったため増派は中断し、第一波の約200名のみが7月初旬まで現地を守ることとなった。
NATOとロシア双方の事前合意のない派兵で現地で緊張が高まる中、KFORの指揮系統や派遣地区に関する交渉は6月19日にまとまり、ロシア軍は派遣兵力規模3,600名（うち戦闘部隊は5個大隊2,850名）でKFORに参加し、NATOの指揮系統外の独自の指揮系統で行動することが認められた。また、KFORの指揮権の統一を保つため、関連するNATOの各段階の司令部（欧州連合軍・南欧軍・コソボ国際部隊等）にロシア軍代表が派遣されることとなった。7月4日までには、ロシア軍の具体的な行動に関するNATOとの合意も成立し、ロシア軍は、空輸の他、ノヴォロシースクとトゥアプセからギリシャのテッサロニキへの海上輸送も併用して約3,600名の部隊を現地に派遣した。NATO軍側は、第1装甲師団隷下の第3野戦砲兵連隊第2大隊がロシア軍の展開を支援した。
6月の時点で、進駐したロシア軍には、現地のセルビア人住民から、アルバニア系過激派による脅迫などの被害の訴えが寄せられていた。ユーゴスラビア政府は、コソボで少数派となるセルビア人などの保護について懸念しており、ロシアもKFOR派遣にあたっては、セルビア人住民の多い地域を中心にロシア軍の単独進駐地区を設定するようNATO側と交渉していたが、NATO側はコソボの分割につながるとしてこれを認めず、NATO側5箇国がコソボ全域を分担して管轄区域を設け、ロシア軍はそのうちアメリカ・フランス・ドイツの管轄区域の一部に独自の指揮系統を保って組み込まれる形となった。結果的に、KFORはセルビア人など少数派住民を迫害から守りきれず、多数のセルビア人住民などが迫害を逃れて難民となりコソボを離れる事態を防ぐことはできなかった。

## 戦争に対する反応
NATOによるユーゴスラビア空爆の正当性は、大きく議論の的となった。NATOは国際連合安全保障理事会による裏づけのないまま攻撃を行った。これは、ユーゴスラビアと親しい関係にある常任理事国の中国やロシアの反対による。ロシアはユーゴスラビアに対する軍事行動を正当化するような決議には拒否権を行使するとしていた。NATOは、国連安全保障理事会による同意のないままでの軍事行動を、「国際的な人道危機」を理由に正当化しようとした。また、NATOの憲章では、NATOは加盟国の防衛のための組織であるとされていたにもかかわらず、今回の場合はNATO加盟国に直接の脅威を与えないNATO非加盟国に対する攻撃を行ったことも、批判の対象となった。NATOは、バルカン半島の不安定はNATO加盟国への直接の脅威であると主張し、そのためこの軍事作戦はNATOの憲章上、認められるものであるとした。この時、バルカン半島の不安定によって直接の脅威を受ける国はギリシャであった。
多くの西側諸国の政治家たちは、NATOによる作戦はアメリカによる侵略、帝国主義であるとみなし、加盟国の安全保障の利益と一致しないとして批判した。ノーム・チョムスキーやエドワード・サイード、ジャスティン・レイモンド、タリク・アリなどの古参の反戦活動家らによる反戦活動も目立った。しかし、イラク戦争に対する反戦運動と比べると、コソボ紛争介入に対するものは多くの支持を集めることはなかった。テレビに映し出されるコソボ難民たちの姿は、NATOの活動を単純化し、また西側諸国による紛争介入の大きな動機であった。このような中で、コソボ解放軍による蛮行は矮小化されていた。また、イラク戦争時と比べると、介入に踏み切った国々の指導者たちの顔ぶれも大きく異なっていた。このときの各国の指導者たちの多くは中道左派、あるいは穏健なリベラル主義の政治家たちであった。主だった者として、アメリカの大統領はビル・クリントン、イギリスの首相はトニー・ブレア、カナダの首相はジャン・クレティエン、ドイツの首相はゲアハルト・シュレーダー、イタリアの首相はマッシモ・ダレマであった。反戦活動家たちの多くは、リベラル右派、極左、セルビア系移民、そのほか人道主義団体の支援を受けた各種の左翼主義者たちであった。ベオグラードに対するドイツの攻撃（20世紀で3度目のことである）は、オスカー・ラフォンテーヌが連邦金融大臣やドイツ社会民主党（SPD）議長の地位を退く理由の一つであった。
しかし、NATOが軍事作戦を指揮するに至った点については様々な政治的立場からの批判が上がっている。NATOの指導者たちは、コソボへの介入で、誘導爆弾を用いた「きれいな戦争」を実現したいと考えていた。アメリカ国防総省は、6月2日までに使用された20,000の爆弾およびミサイルのうち99.6%は目標に命中していると主張した。しかしながら、劣化ウランやクラスター爆弾の使用、そして「環境への攻撃」として批判を受けた製油所や化学工場への攻撃については強い異論がある。また、紛争の進展の遅れについても批判があった。NATOは小規模な空爆や空中戦から始めるのではなく、最初から大規模な全面攻撃に出るべきであったとの見解も強い。

### NATOによる空爆の対象に関して

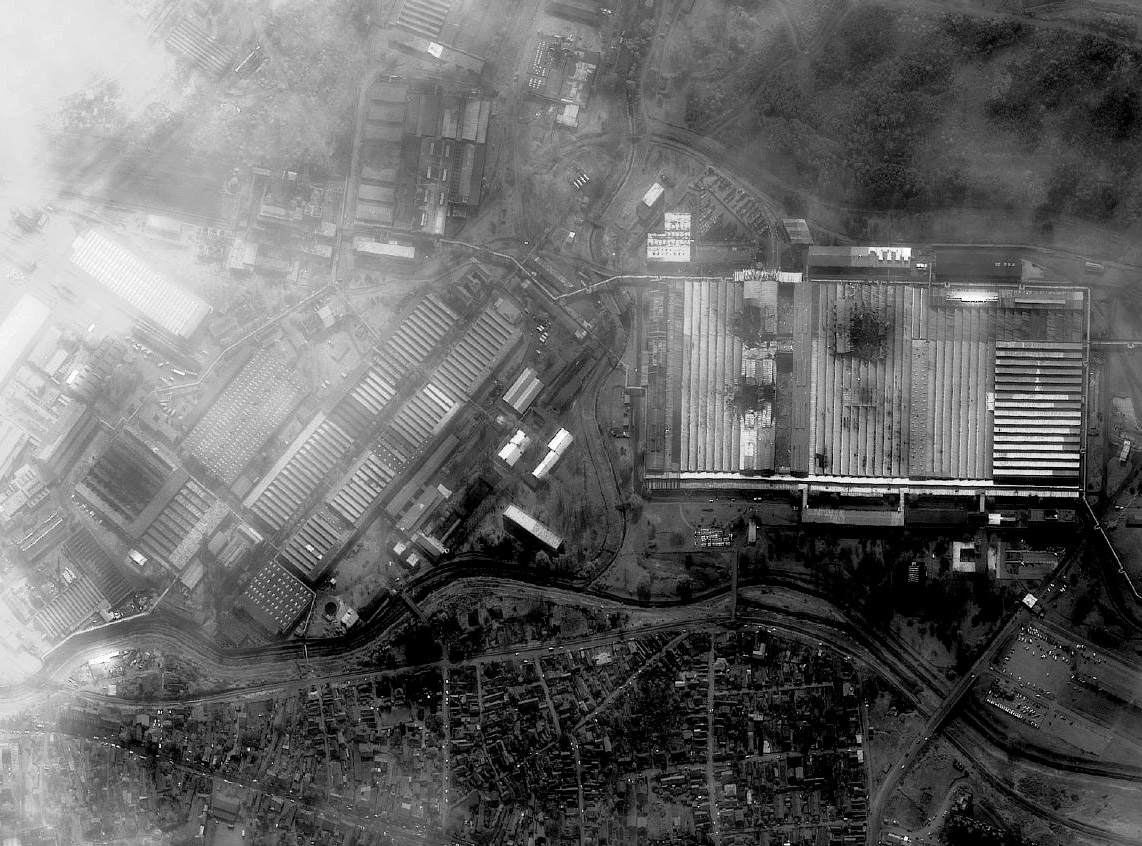
セルビアの都市、クラグイェヴァツの空爆後に撮影された空中写真。

攻撃目標の選定についても批判がある。ドナウ川にかかる橋への攻撃は、その後数箇月にわたってドナウ川の水上交通を遮断し、ドナウ川沿いの国々の経済に深刻な影響をもたらした。生産設備も攻撃を受け、多くの町の経済を破壊した。後に、セルビアの反体制派らは、ユーゴスラビア軍が民間の工場を武器生産に使用したと主張した。チャチャクにあるスロボダ（Sloboda）の真空クリーナー工場は戦車の修復にも使われ、クラグイェヴァツにあるザスタバの工場は、自動車とともにカラシニコフ銃を生産していた。だが、自動車と銃の生産場所はそれぞれ離れた別の建物であった。国有の工場のみが標的とされており、そのため、外国資本主導による民間ベースでの再建まで見据えて空爆の標的が選ばれたのではないかとの疑念を持たれた。私有、あるいは外国資本の生産施設は一切攻撃を受けていなかった。
最も批判の強かった空爆対象は、4月23日に行われたセルビアの公共放送の本社への攻撃であろう。この攻撃では少なくとも14人が犠牲となった。NATOはこのセルビア公共放送への攻撃について、ミロシェヴィッチ政権のプロパガンダの道具を破壊するためのものとして正当化した。セルビア国内の反体制派らは、放送局の上層部は攻撃を事前に警告されており、空襲警報が発令されていたにもかかわらず、放送局のスタッフに建物内に留まるよう命じたとして、これを非難した。
ユーゴスラビア国内では、紛争へのNATO介入に対する世論は、強く批判するセルビア人と、強く擁護するアルバニア人に分かれた。しかし、アルバニア人すべてがNATOを全面的に擁護したわけではなく、NATOの攻撃が遅いとしてこれを批判する者もいた。ミロシェヴィッチ大統領に対する支持は落ちていったものの、NATOによる空爆によって、セルビア人の間では民族的連帯感が高まった。ミロシェヴィッチ大統領は事態を放置することはなかった。多くの反体制派らは、特にジャーナリストのスラヴコ・ツルヴィヤが4月11日に暗殺されてからは、生命の危機に脅かされることとなった。ツルヴィヤの暗殺は、ミロシェヴィッチ大統領の秘密警察への批判を高めた。モンテネグロでは、同国のミロ・ジュカノヴィッチ大統領がNATOの空爆とセルビアのコソボでの攻撃の双方に反対し、モンテネグロでのミロシェヴィッチ大統領の支持者によるクーデターへの恐れを表明した。
ユーゴスラビア周辺の国々の反応はより複雑であった。マケドニアは旧ユーゴスラビア諸国のうち、モンテネグロ以外ではセルビアとの戦争を経験していない唯一の国であった。コソボでのセルビア人とアルバニア人の衝突によって、マケドニア国内で多数派であるマケドニア人と、規模の大きい少数派であるアルバニア人との関係が緊迫化した。マケドニアの政府はミロシェヴィッチ大統領の行動を支持しなかったものの、マケドニア国内に流入するアルバニア人難民にも強く共感することはなかった。アルバニアは紛争がコソボとの国境の両側での不安定化につながるものとして、全面的にNATOの行動を支持した。クロアチア、ルーマニア、ブルガリアはNATO空軍機に対して上空通過権を認めた。ハンガリーは当時新しくNATOに加盟したばかりであり、攻撃を支持した。アドリア海をはさんで隣接するイタリアでは、大衆世論は反戦に傾いていたものの、政府はNATOに対してイタリアの空軍基地の全面的な使用権を認めた。ギリシャでは、紛争への反対世論は96%に達した
1999年当時、サッカーJリーグの名古屋グランパスエイトに所属していたユーゴスラビア代表（当時）のストイコビッチがゴールを決めた後に、「NATO STOP STRIKE」と書かれたTシャツを見せるパフォーマンスを行った。

## 紛争に対する批判
紛争に対する批判は、コソボでのジェノサイドを阻止できなかった各方面の指導者たちにも向けられた。アメリカのクリントン大統領は、多くのアルバニア人がセルビア人によって殺害されるのを阻止できなかったことについて批判された。クリントン政権の国防長官であったウィリアム・コーエンは演説のなかで、「コソボでの虐殺に関する恐ろしい報告や、セルビア人による迫害から命を守るためにコソボを逃れるアルバニア人難民の姿は、この戦争がジェノサイドを阻止するための正義の戦争であることを明確にした」と述べた。CBSの『国家の顔』でコーエン国防長官は「現在、100,000人の従軍可能年齢の男性の行方がわかっていない。彼らは殺害されたかもしれない」と述べた。クリントン大統領も同様の見解を引いて、「少なくとも100,000人の行方不明者がいる」と述べた。
後に、ユーゴスラビアの選挙に関してクリントン大統領は「彼らは、ミロシェヴィッチ氏が命じた事実に直面せざるを得なくなるだろう。彼らがミロシェヴィッチ氏を指導者として認めるかどうか、彼らが数万人の人々の殺害を是認するか否か…」と述べた。同じ記者会見でクリントン大統領はさらに、「意図的で、体系的な民族浄化とジェノサイドのための動きを、NATOは食い止めた」とも述べた。クリントン大統領はコソボでの出来事をホロコーストと比べた。CNNは、「ユーゴスラビアでのNATO軍の戦闘への支持を得るために、火曜日の記者会見でクリントン大統領が行った、セルビアのコソボでの民族浄化へを第二次世界大戦でのユダヤ人に対するジェノサイドに類するものとする非難によって、外交による平和的解決への道は一段と難しいものとなった。」と報じた。クリントン政権の国務長官もまた、ユーゴスラビア軍がジェノサイドに加担していると主張した。『ニューヨーク・タイムズ』紙は、「政府は、ユーゴスラビア軍によるジェノサイドの証拠には、大規模な恐ろしい犯罪行為に関するものが含まれている。国務省による言葉は、これまででもっとも強い、ミロシェヴィッチ大統領への批判であった」と報じた。国務省はまた、それまでで最大数のアルバニア人の死者数を挙げた。ニューヨーク・タイムズ紙が報じたところによると、国務省は、アルバニア人の死者および行方不明者の数は500,000人に上るとした。
国際連合の憲章は、国連安全保障理事会での決議を必要とする一部の例外を除いて、他の独立国への軍事侵攻を禁じている。この問題はロシアによって、国連安全保障理事会に持ち込まれた。その決議案では、特に、「このような一方的な武力行使は、国際連合憲章への重大な違反にあたる」とした。中国、ナミビア、ロシアが決議案に賛成、その他の国々は反対し決議案は否決された。
1999年4月29日、ユーゴスラビアはハーグにある国際司法裁判所でNATO加盟諸国（ベルギー、ドイツ、フランス、イギリス、イタリア、カナダ、オランダ、ポルトガル、スペイン、アメリカ）を相手に訴えを起こした。裁判所は、紛争当時、ユーゴスラビアが国連の加盟国ではないために、この訴えについての判断を避けた。
西側諸国では、NATOによる攻撃に反対する意見は主にリベラル右派から起こり、またほとんどの極左主義者も攻撃に反対した。イギリスでは、元外務英連邦大臣のマルコム・リフキンド（Malcolm Rifkind）や、元財務大臣のノーマン・レイモント（Norman Lamont）、ジャーナリストのピーター・ヒッチェンズ（Peter Hitchens）、サイモン・ヘッファー（Simon Heffer）などの有力な右派の人物が紛争に反対した。また、The Morning Star紙によると、左翼の議員トニー・ベン（Tony Benn）、アラン・シンプソン（Alan Simpson）らが紛争に反対していることを報じた。しかし、レーニン主義の党派である緑の英国共産党（Communist Party of Great Britain (Provisional Central Committee)）は、NATOによる攻撃をアメリカ帝国主義とみなしたものの、コソボ解放軍には同調し、コソボのセルビアからの完全分離を支持した。
紛争が終わった1999年6月11日、紛争はコソボに破壊と混乱を残し、ユーゴスラビアは将来への不安に直面することとなった。

## 死傷者の数

### NATOの空爆による市民の死者数
紛争によって多くの死傷者が出た。1999年3月の時点で既に戦闘による死者と民間人への攻撃をあわせて、戦闘員・民間人あわせて1,500人ないし2,000人の死者が出ていた。最終的な死者数はなお定まっていない。
ユーゴスラビアは、NATOの攻撃によって1,200人から5,700人の死者が出たとしている。NATOは、市民の死者数を1,500人とした。ヒューマン・ライツ・ウォッチは、90回の攻撃で少なくとも488人の市民の死亡を確認している。（うち90-150人はクラスター爆弾による死者である）。コソボでの攻撃はより激しいものであり、攻撃全体の3分の1で、全死者数の半数以上を出したとしている。

### ユーゴスラビア軍の行動による市民の死者数
ユーゴスラビア陸軍による死者数については複数の推計がたびたび行われている。
紛争後ほぼ1年が経過した2000年6月、国際赤十字は、3,368人の市民（2,500人のアルバニア人、400人のセルビア人、100人のロマ）が依然行方不明であるとした。
2000年8月、旧ユーゴスラビア国際戦犯法廷（ICTY）は、2,788体の遺体がコソボで発掘されたが、うちいくつが戦争犯罪の犠牲者であるかは定かではないとした。しかし、KFORの情報筋がAFPに伝えたところによると、2,150体の遺体が1999年7月までに発見され、うち850体は戦争犯罪の犠牲者であると考えられるといわれた。
行方不明になった市民の一部は、セルビア本国の集団墓地で再び焼却された。2001年7月、セルビア当局は、1,000体ちかい遺体が投棄された集団墓地が見つかったと発表した。最大の集団墓地は、ベオグラード郊外のバタイニツァ（Batajnica）にて、セルビアの警察訓練の団体によって発見された。
人権団体に報告された4,400人の死者数を大きく上回っているが、ICTYの検察局の専門家らは、死者数は合計で10,000人程度であると推定している。ICTYの検察局による死者数の推計は、大切な人の死についてICTYに報告しない人々がいることを考慮に入れたものである。
10,000人という死者数の推計は、人道上の犯罪をユーゴスラビア攻撃の最大の理由としているアメリカ国務省によっても使用されている。
アトランタのアメリカ疾病予防管理センターによって、2000年に医学ジャーナル誌『Lancet』に報告された研究調査では、住民全体の死者数のうち、12,000人は紛争によるものとみられるとしたこの値は、1197世帯に関しての1998年2月から1999年6月までの調査に基づいており、対象となった世帯でのこの期間の死者数105人のうち67人が紛争に関連する外傷によるものであり、これに基づいてコソボの住民全体の死者数を推計した結果が12,000人となる。紛争による死亡率がもっとも大きかったのが15歳から49歳の男性で死者数5421人、50歳以上の男性では5176人とされる。15歳に満たない人々の死者数は男性160人、女性200人とみられる。15歳から49歳の女性の死者数は510人、50歳以上の女性の死者数は541人であった。論文の著者らは、民間と軍人の犠牲者数を正確に区別することは不可能であるとした。

### コソボ解放軍による市民の死者数
セルビア政府の報告によると、1998年1月1日から1999年6月10日までの間に、コソボ解放軍は998人を殺害し、287人を拉致したとしている。また、NATOによる統治が行われていた1999年6月10日から2001年11月11日までの期間で、847人が殺害され、1154人が拉致された。この死者数には軍人と民間人の双方が含まれている。1999年6月10日までの期間の死者のうち、335人は民間人、351人は兵士、230人は警官、72人は不明である。民間人の死亡者を民族別に分けると、87人がセルビア人、230人がアルバニア人、18人がその他である。

### NATOの損害
NATOの軍人の損害は少なく、戦闘による死者はなしとなっている。しかし5月5日、アメリカ軍の攻撃ヘリコプターAH-64 アパッチがアルバニアとセルビアの国境近くで墜落した。
AH-64はティラナから64キロメートル北西の、コソボ国境に近いところで墜落した。CNNによると、墜落はティラナから北西に72キロメートルの地点であった。AH-64の2人のアメリカ人のパイロット、上級准尉デーヴィッド・ギブス（David Gibbs）とケヴィン・L・ライチャート（Kevin L. Reichert）はこの墜落で死亡した。NATOの公式発表によると、この2人のみが、紛争中におけるNATO軍人の死者である。
また、紛争後の死者もあり、その多くは地雷によるものであった。紛争が終わった後のNATOの報告によると、最初のアメリカ軍のステルス攻撃機F-117の損失は、敵による撃墜であったことが明らかにされた。さらにもう1機のF-16戦闘機がシャバツ（Šabac）付近でユーゴスラビア空軍によって失われ（NATOはエンジン不良であると報告した）、その残骸はベオグラード空軍博物館（en）に展示されている。また32機の無人航空機も失われた。撃墜された無人偵察機の残骸は紛争中に、セルビアのテレビで放映された。2機目のF-117Aは激しく損害を受けたものの、基地への帰還を果たし、それ以降は飛ぶことはなかった。

### ユーゴスラビア軍の損害

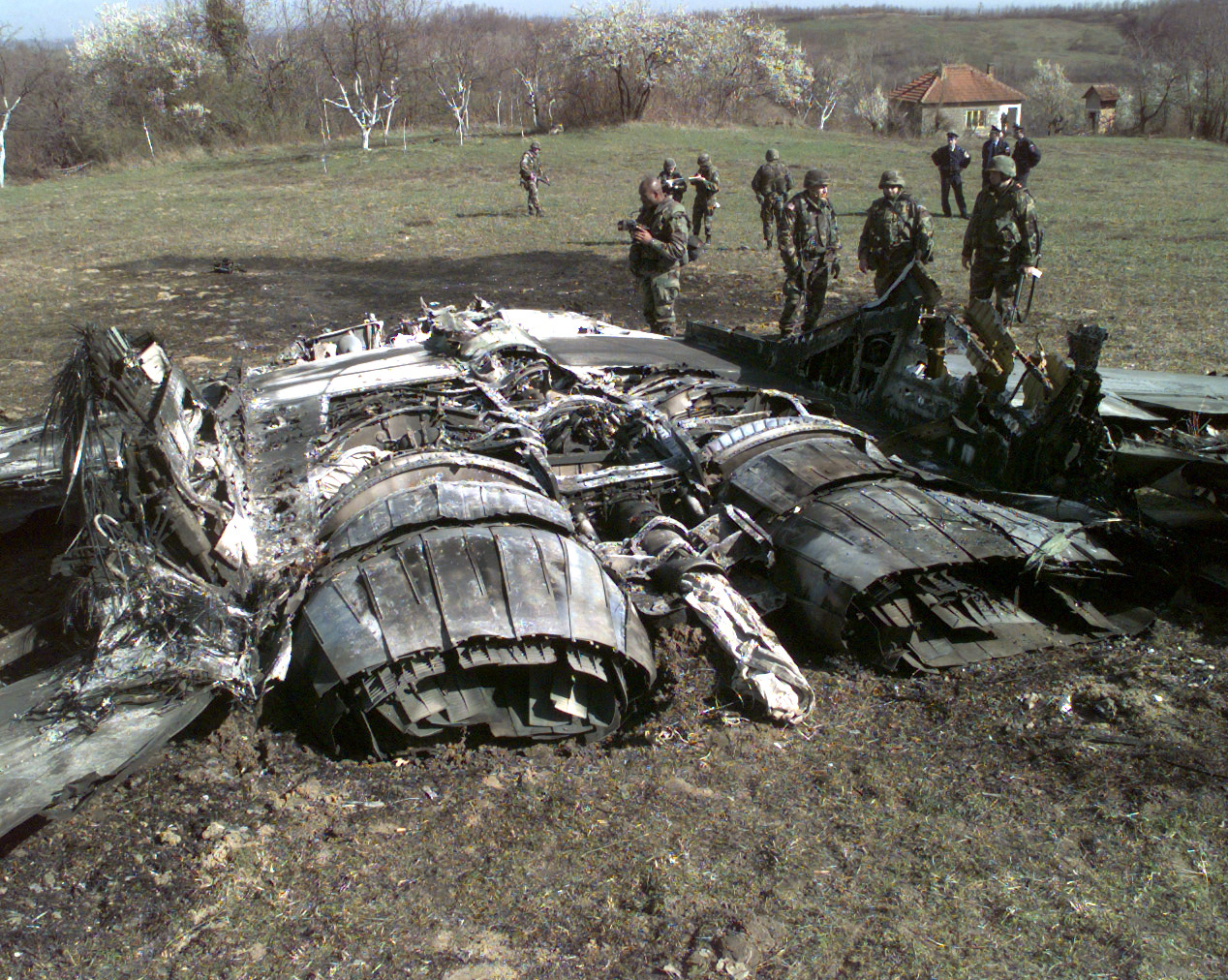
MiG-29の残骸。1999年3月27日、ボスニア・ヘルツェゴビナのUgljevikにて。

NATOは公式にユーゴスラビア軍の損害の推計を出してはいない。ユーゴスラビア当局は、NATOの空爆によって、169人の兵士が死亡し、299人が負傷したとしている。ユーゴスラビア軍の死者の名前は『記憶の書』に記録されている。
ユーゴスラビア軍の装備に対して、NATOは50機のユーゴスラビアの軍用機を破壊した。その多くは古く、飛べないものであり、実戦投入可能な軍用機への攻撃を逸らすための「おとり」として、わざと配置されたものであった。例外として、11機のMiG-29、6機のG-4スーパーガレブは、頑丈なシェルターの中に収められたものであったが、シェルターのドアの閉め忘れによって攻撃を受けることになった。紛争が終わった時点で、NATOは公式に93輌のユーゴスラビアの戦車を破壊したとした。ユーゴスラビアは13輌の戦車の損失を認めた。ユーゴスラビアの主張は、同国がデイトン合意の枠組みに復した時点で、西側諸国の検査官らによって、デイトン合意当時とコソボ紛争終結後のこの時点での戦車の台数の差から確認された。喪失した戦車は全部で14輌であり、9輌のM-84と5輌のT-55であった。また。18輌の装甲兵員輸送車、20門の大砲も破壊された。
コソボで攻撃を受けた標的の多くは「おとり」であり、プラスチック・シートに電信柱で砲身をつけた戦車や、動かなくなった第二次世界大戦時の戦車などであった。対空戦力は戦略上使用されずに隠し置かれ、破壊を免れた。そのためNATO空軍機は低空を飛ぶことができず、高度5,000メートル（15,000フィート）以上を飛ぶことを余儀なくされ、正確な空爆を困難にした。紛争終結に向けて、コソボ・アルバニア国境でのB-52爆撃機での絨毯爆撃が駐留するユーゴスラビア軍に大きな損害を与えたと宣伝された。後に、NATOの注意深い調査によって、そのような大規模な損害を与えた証拠はないと結論付けられた。
しかしながら、ユーゴスラビア軍の中でもっとも重大な損害は、損害・破壊を受けたインフラストラクチャーであった。ほぼ全ての空軍基地と飛行場（バタイニツァ Batajnica、クラリェヴォ＝ラジェヴツィ Lađevci、スラティナ Slatina、ゴルボヴツィ Golubovci、コヴィン Kovin、ジャコヴィツァ Đakovica）や、その他の軍関係の建物、施設は激しく損害・破壊された。これは、部隊やその装備とは異なり、軍事施設は「おとり」によってカモフラージュすることはできないためである。同様に、軍需産業や軍事技術修復施設も激しく破壊された（Utva、Zastava Arms工場、Moma Stanojlović空軍修復拠点、チャチャクおよびクラグイェヴァツの技術修復拠点）。加えて、ユーゴスラビア軍を弱らせるために、NATOは重要な民間施設も標的にした（パンチェヴォの石油精製所、橋、鉄道など）。

### コソボ解放軍の損害
コソボ解放軍の損害については解析が困難である。コソボ解放軍の死者数は5000人とする報告もある。コソボ解放軍の兵士の死亡は、軍の退却時に発生することがあることや、遺体が戦場に残され、ユーゴスラビア軍によって集団墓地で焼却されてしまうことも、死者の数を特定することを困難としている。さらに問題を複雑にしているのは、「誰がコソボ解放軍の兵士か」という問題である。たとえば、ユーゴスラビア軍は、武装したアルバニア人はコソボ解放軍であるとみなしており、武装者が実際にコソボ解放軍に徴用されIDを与えられた兵士であるかは問題としていなかった。このことから、ある人物が、アルバニア人側からは民間人として、セルビア人側からはコソボ解放軍の戦闘員として計算されることも起こる。また、コソボ解放軍の兵士の多くは制服を着ておらず、コソボ解放軍の戦術では、死亡した兵士からは武器などを取り去り、ユーゴスラビア軍によって民間人が殺害されたかのように装うこともあったという。

## 余波

戦後にアルバニア人によって破壊されたセルビア正教会の教会

3週間の間に、50万人のアルバニア人難民が故郷に戻った。1999年11月の時点で、国際連合難民高等弁務官事務所（UNHCR）によると、難民848,100人のうち、808,913人が故郷に戻った。
しかしながら、大規模な暴力によって、20万人のセルビア人がコソボを去ることを余儀なくされた。ロマ（ジプシー）もまたアルバニア人からの迫害によって、コソボを追われた。1999年6月12日以降、少なくとも1000人のセルビア人やロマが、コソボ解放軍の成員や犯罪組織、あるいは個人による民族的憎悪によって、殺害されるか行方不明となった。ユーゴスラビア国際赤十字は、11月までに247,391人の難民を登録している。新たな難民の発生は、NATOの悩みの種となった。NATOはUNMIK傘下で45,000人の平和維持軍を作り上げていた。
マケドニア共和国から帰還した避難民たちは、ミトロヴィツァ / コソヴスカ・ミトロヴィツァの鉛で汚染された難民キャンプに留め置かれた。ポール・ポランスキ（Paul Polansky）による慈善団体によると、鉛汚染によって27人が死亡したとしている。UNMIKはこれを否定し、死亡したのは1人のみであるとした。
アムネスティ・インターナショナルによると、コソボでの平和維持軍の駐留によって、性的搾取を目的とした人身売買が増加したとしている。
NATOによるセルビアへの空爆がなされた時、11歳だったプロテニス選手のノバク・ジョコビッチは「同じ場所は爆撃しないだろう」と予測して空爆の跡地で毎日何時間もテニスの練習をした。
その他の余談として、チリ国営テレビの音声担当のアブナー・マチュカが撃たれて、手術するためイタリアに運ぶために、カメラマンのアレシャンド・レアルが世界中のマスコミに報せた。その結果、ジャーナリスト保護委員会がNATO本部へ直接交渉して、1999年5月28日午前2時から4時まで停戦し、マチュカは無事イタリアへ運ばれた。

## 戦争犯罪
空爆が終わる前に、ユーゴスラビアのミロシェヴィッチ大統領は、紛争当時の連邦内相ヴライコ・ストイリコヴィッチ（Vlajko Stojiljković）連邦内相やニコラ・シャイノヴィッチ（Nikola Šainović）連邦副首相、ドラゴリュブ・オイダニッチ（Dragoljub Ojdanić）セルビア国防相、ミラン・ミルティノヴィッチセルビア大統領とともに旧ユーゴスラビア国際戦犯法廷（ICTY）によって殺人、強制移住、追放、政治的・人種的・宗教的な迫害を含む人道に対する罪で訴追された。このうち、ストイリコヴィッチ連邦内相は、2002年にセルビア議会前で拳銃自殺を計り死亡している。
2003年10月にはさらに多くの人物が起訴された。このとき起訴されたのは、元ユーゴスラビア連邦軍のネボイシャ・パヴコヴィッチ（Nebojša Pavković）参謀総長、元司令官のヴラディミル・ラザレヴィッチ（Vladimir Lazarević）元司令官、ヴラスティミル・ジョルジェヴィッチ（Vlastimir Đorđević）元警察官、当時のスレタン・ルキッチ（Sreten Lukić）セルビア公安局長であった。これらは全て人道に対する罪と戦時国際法への違反によって訴追された。
ICTYはまた、コソボ解放軍の成員らに対しても起訴を行った。起訴を受けたのはファトミル・リマイ（Fatmir Limaj）、ハラディン・バラ（Haradin Bala）、イサク・ムスリウ（Isak Musliu）、アギム・ムルテジ（Agim Murtezi）であり、人道に対する罪で起訴された。これらは2003年の2月17日から2月18日にかけて逮捕された。アギム・ムルテジに対する起訴はその後、人違いとして取り下げられ、またファトミル・リマイは2005年11月30日に全ての容疑について無罪となった。容疑は、1998年の5月から7月にかけてラプシュニク（Lapušnik / Llapushnik）の強制収容所の護衛であったことに関連する。
戦争犯罪に対する訴追はユーゴスラビア国内でも起こされた。ユーゴスラビア軍の兵士イヴァン・ニコリッチ（Ivan Nikolić）は2002年にコソボでの2人の市民の殺害に関して有罪と認定された。多数のユーゴスラビア軍の兵士らがユーゴスラビアの軍事法廷で裁判を受けた。
2005年3月、ICTYはコソボの首相・ラムシュ・ハラディナイをセルビア人に対する戦争犯罪の容疑で訴追した。ハラディナイ首相は3月8日に首相を辞任した。アルバニア人のハラディナイ首相は、コソボ解放軍の部隊を指揮した元指揮官であり、2004年12月にコソボ議会で72票の賛成をうけて首相に就任したばかりであった。ハラディナイ首相は2008年4月、一審で全ての容疑について無罪となった。ICTYの検察局は判決を不服として控訴した。
セルビア政府や多数の国際的な圧力団体は、NATOが紛争中に戦争犯罪をしたと主張している。特に、ベオグラードにあるセルビア公共放送の本社など、軍民共用の施設に対する攻撃に関してこのような見方がもたれている。ICTYはこれらについても調査を命じた。ICTYは、NATOの民間人に対する戦争犯罪について訴追を進める権限がないと宣言した。
2007年までICTY検事であったカルラ・デル・ポンテは、2008年に出版された著書の中で、1999年に紛争が終わった後、コソボのアルバニア人たちは100人から300人のセルビア人やその他の少数民族を殺害し、臓器をコソボからアルバニアに送っていたと主張した。しかし、ICTYの法廷は、デル・ポンテが主張するような嫌疑を支持する確固たる証拠はないとした。
ICTYとは別に、コソボ解放軍による虐待容疑を裁く特別法廷の準備手続きが2017年7月に完了した。コソボの国内法に基づいているが、公正さを確保するため設置場所は国外（旧ユーゴスラビア国際戦犯法廷と同じオランダのハーグ）で、裁判官・検察官・職員も全て第三国民である。コソボ国内には反対論が多いものの、コソボ独立を支持した米国や欧州連合（EU）が、セルビアとの和解を促す一環として設置を強く求めたため、コソボ政府・議会が受け入れた。

## その後の軍事的・政治的な推移
紛争終結以降、コソボは国際連合の監督下におかれた。その間、コソボはその後、政治・軍事の両面で重要な成果を挙げてきた。コソボの地位は2008年まで未確定の状態が続いた。
国際連合安全保障理事会決議1244で規定された、コソボの最終的な地位を決定するための国際的な地位交渉は2006年に開始された。国際連合の元での話し合いは、国連の特使であるマルッティ・アハティサーリの指導の下、2006年2月に開始された。技術的な面での進展は得られたものの、コソボの地位そのものに関するセルビア、コソボ双方の主張は正反対のままであった。2007年2月、アハティサーリは、セルビアとコソボの双方の指導者らに対して、自ら提起した草案を送った。これは国連安全保障理事会の決議の草案の基盤として作成されたものであり、コソボに対して国際的な監督下での独立を提案するものであった。2007年7月までに、草案はアメリカ合衆国、イギリス、その他の安全保障理事会の欧州の理事国からの承認を取り付けたものの、国家の主権に対する侵害にあたるとする懸念を持つロシアの同意を取り付けようと、4度にわたって修正された。ロシアは、安全保障理事会で拒否権を持つ常任理事国であり、セルビアとコソボ双方が受け入れ可能なもの以外、あらゆる解決法を支持しないとしている。2008年2月のコソボの一方的な独立宣言によって、草案は無効となった。
2008年2月17日、コソボは独立を宣言し、直後にアメリカや、イギリス、ドイツなど一部の欧州連合加盟国、トルコなどが独立を承認し、日本政府も3月18日に承認した。一方で、セルビアはアメリカなど独立を承認した国から大使を引き上げた。ロシア、ルーマニア、スロバキア、キプロス、スペインなどは独立を承認しない方針を明らかにしている。2008年末の時点で、コソボは50を超える国際連合加盟国から独立の承認を得ている一方、独立宣言の後も安全保障理事会の決議の上ではコソボの地位は未確定のままであり、引き続き国際連合の監督下に置かれている。
2019年6月12日、コソボのプリシュティナで紛争終結20年の記念式典が開かれ、クリントン元米国大統領、オルブライト元米国務長官、クラーク元NATO最高司令官らが出席した。対セルビア攻撃を決断したクリントンはコソボで英雄視されており、プリシュティナに銅像が建てられているほか、コソボ当局から勲章を授与された。クリントンは式典で「未来を作るには新たな勇気と忍耐が必要だ」と両国に和解を呼びかけたが、セルビアは式典に参加せず、コソボ担当局長はコソボ側の戦争責任者が訴追されていないことに不満を表明した。
ミロシェヴィッチ大統領は紛争後、しばらくの間は政権に留まったもののコソボを事実上失ったことによって支持は低迷し、セルビア正教会の聖シノドからも退陣勧告が行われた。2000年にミロシェヴィッチ大統領を失脚させた反乱が起こった。ミロシェヴィッチ大統領はその後逮捕され、ハーグに送られた。ICTYによる判決を待つことなく、ミロシェヴィッチ大統領は2006年3月10日、拘置所内で自然死した。

### NATOにとっての戦訓
紛争では、アメリカ軍の兵器の弱点も明らかにした。これは後にアフガニスタン侵攻やイラク戦争のために処置されている。AH-64 アパッチ ヘリコプターや、AC-130 ガンシップは前線で使用されていたものの、2機のアパッチがアルバニアの山中で衝突してからは使用を中断した。精密なミサイルの備蓄は危険な水準まで低下し、紛争は想定を超えて長期化し、NATOは選択の余地なく精度の悪い爆弾を使わざるを得なかった。空中戦においても良好な結果は得られなかった。連続した作戦によってメンテナンスが省かれ、多くの航空機が代替パーツを待つ間待機を余儀なくされた。さらに、多くの誘導型の兵器はバルカン半島の気候に順応できておらず、雲によって爆弾のレーザー誘導は遮られた。これは、悪天候でも使用することができる、グローバル・ポジショニング・システム（GPS）を使用した旧型の爆弾によって回避された。多くの無人航空機が使用されたものの、敵側の標的を捕らえるには遅すぎることも明らかにされた。これは、後のアフガニスタン戦争では、敵機の飛行音に合わせてミサイルを使う方法が用いられ、センサ映像を確認して撃つ時間をほぼ完全に削減することができた。
コソボ紛争はまた、NATOのようなハイテクの軍が、単純な戦術によって裏をかかれてしまうことも明らかにした。ウェズリー・クラーク（Wesley Clark）や、紛争後にこれらの戦略を解析したその他のNATOの将軍らによる。ユーゴスラビア軍は、圧倒的に強い敵に対して、ずっと立ち向かい続けていた。ユーゴスラビア軍は効果的に敵を欺いたり隠したりする戦術を発展させてきた。これらは、全面進攻に対しては長期的には無力であると思われるが、上空を飛ぶ航空機や人工衛星を欺くには効果的な方法であった。使われた戦術には、次のようなものがあった:
- アメリカのステルス戦闘機が波長の長いレーダーで追跡されていた。ステルス機のジェットが湿る場合や、爆弾を投下している場合、ステルス機はレーダーで捕捉することができる。F-117はこの方法で照準を定められ、ミサイルで撃墜されたものと見られる。
- 多くのローテク手法によって、熱探知ミサイルや赤外線センサが撹乱された[11]。小さなガス炉などによって、実在しない山腹があるかのように見せかけられた。
- 「おとり」が頻繁に用いられた[11]。偽物の橋や飛行場、「おとり」の航空機や戦車が用いられた。戦車は古タイヤ、プラスチック・シート、丸太、缶、そして熱放射を装うために燃料が用いられた。しかし、クラークの調査によると、「おとり」に爆弾が投下されたのは974回のうち25回だけだった[92]。しかし、NATOの情報によると、これは作戦遂行の手続きであり、明らかに本物であるとは思えないもの以外は、あらゆる全ての標的に対して攻撃する義務を負っているとしている。明らかに本物であるかどうかが分かるのならば、本物のみを攻撃することになる。NATOは、ユーゴスラビア空軍の損害は10倍に上るとしており、「公式なデータによると、コソボ紛争におけるユーゴスラビア軍の空爆による損害は、戦車の26%、APCの34%、大砲の47%に上る」としている[92]。
- アメリカの人工衛星を使った空爆に対して、古い電子妨害装置が用いられた。
- 第二次世界大戦期のイスパノ・スイザ対空砲が、ゆっくり飛ぶ無人偵察機に対して効果的に使用された。

## 軍事勲章
コソボ紛争の結果を受けて、NATOは2つめのNATO勲章（NATO Medal）となる「コソボ戦役のNATO勲章」を、国際的な軍事勲章として作った。その後NATOは、ユーゴスラビア紛争とコソボ紛争の両方に対して与えられる「バルカン戦役の非5条事態勲章」を作った。
アメリカのクリントン大統領はコソボ戦役勲章として知られる軍事勲章を2000年に創設した。

## ギャラリー

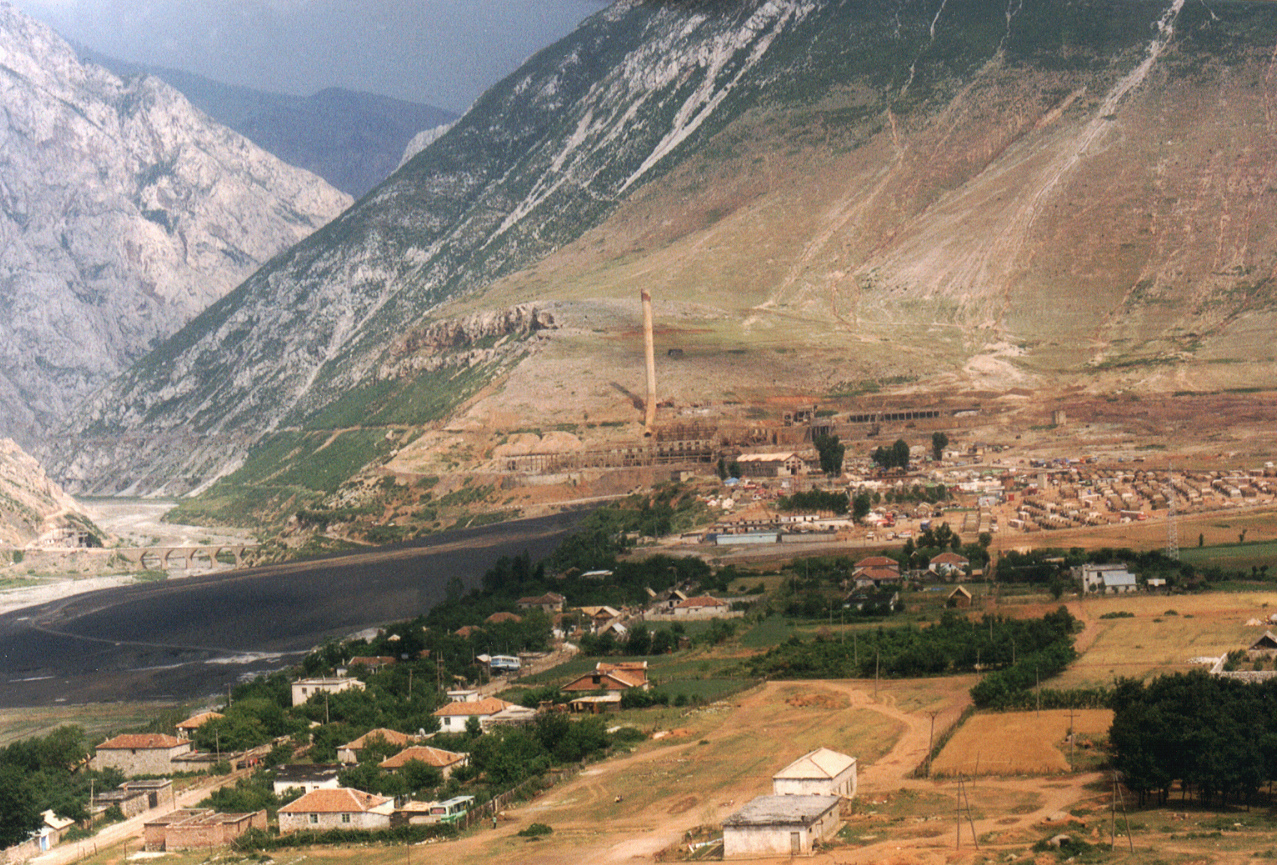
アルバニアKukësのコソボ難民キャンプ。
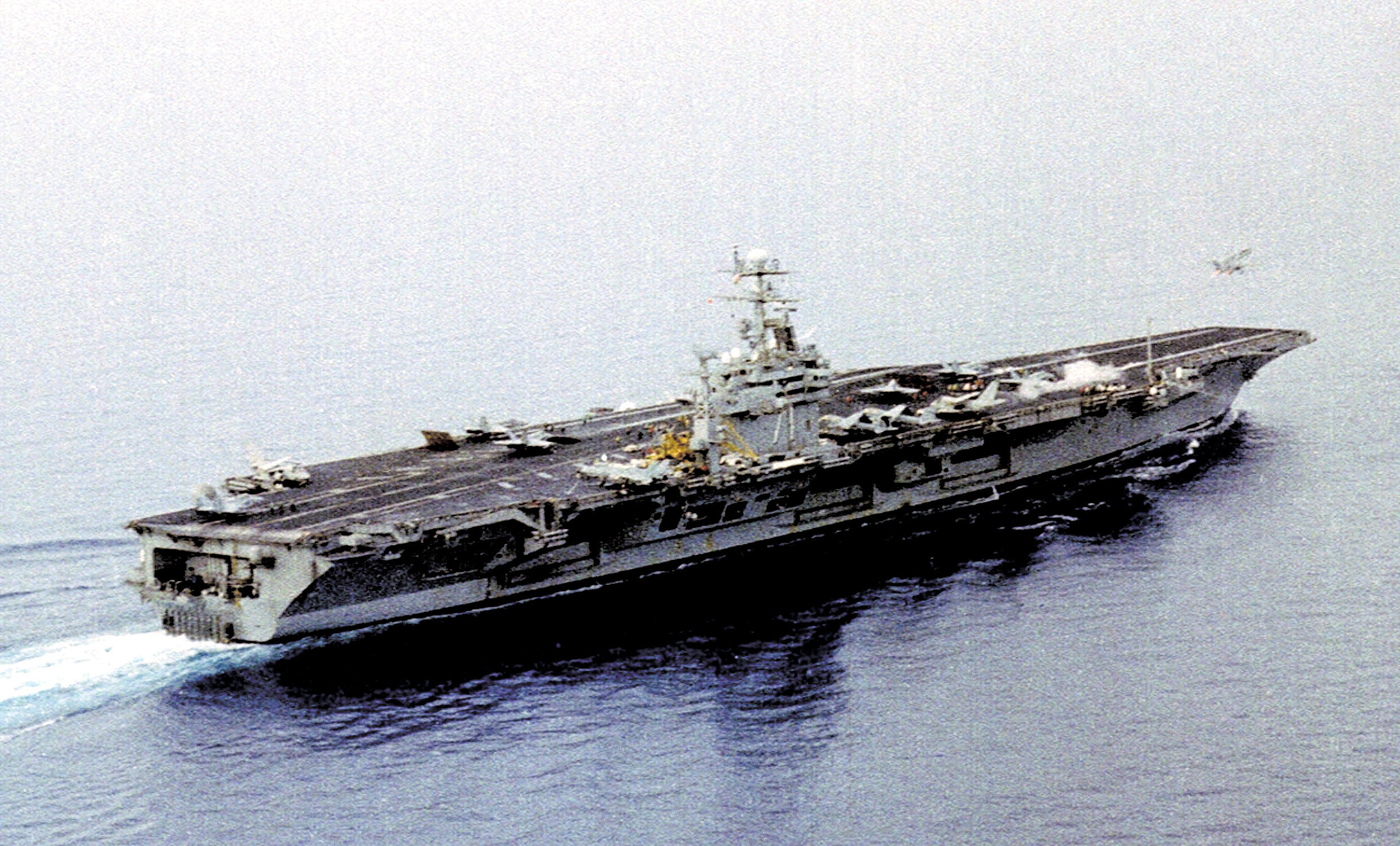
原子力空母セオドア・ルーズベルト、搭載されているのはF/A-18ホーネット。
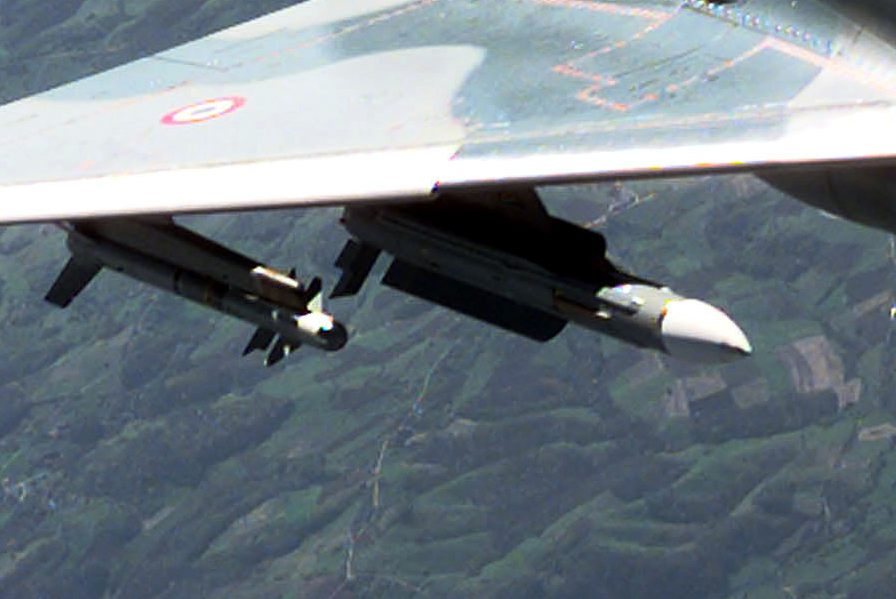
フランス空軍のミラージュ2000の搭載するミサイル。
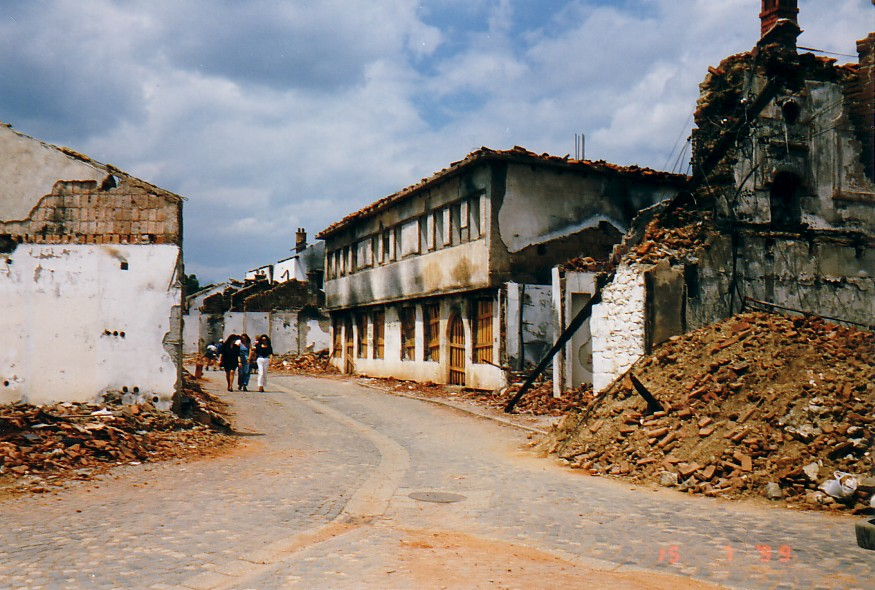
廃墟と化したコソボ。1999年。
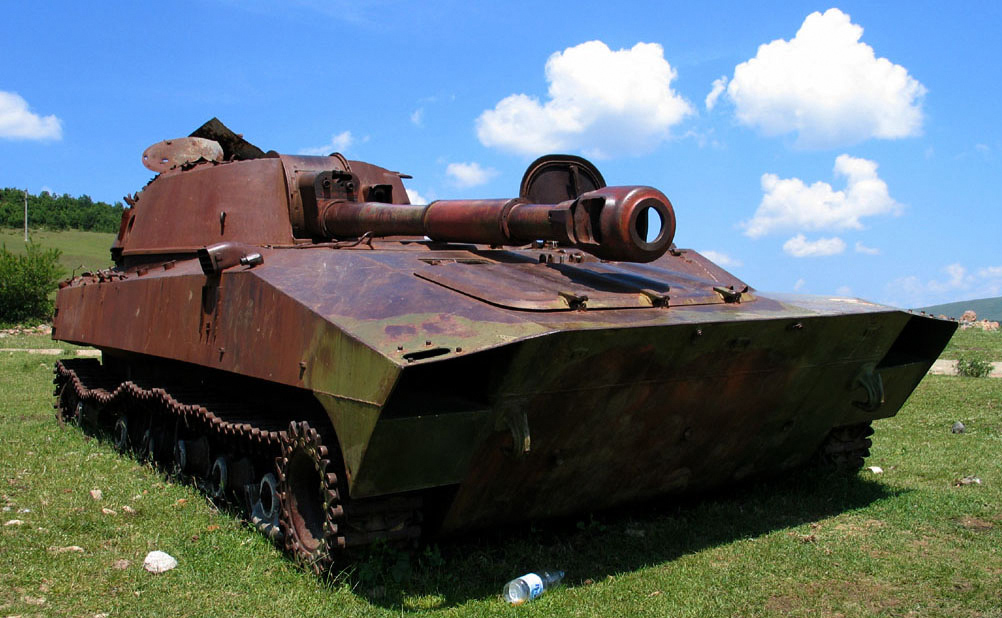
Glogovacの近くにある2S1グヴォズジーカ 122mm自走榴弾砲の残骸。
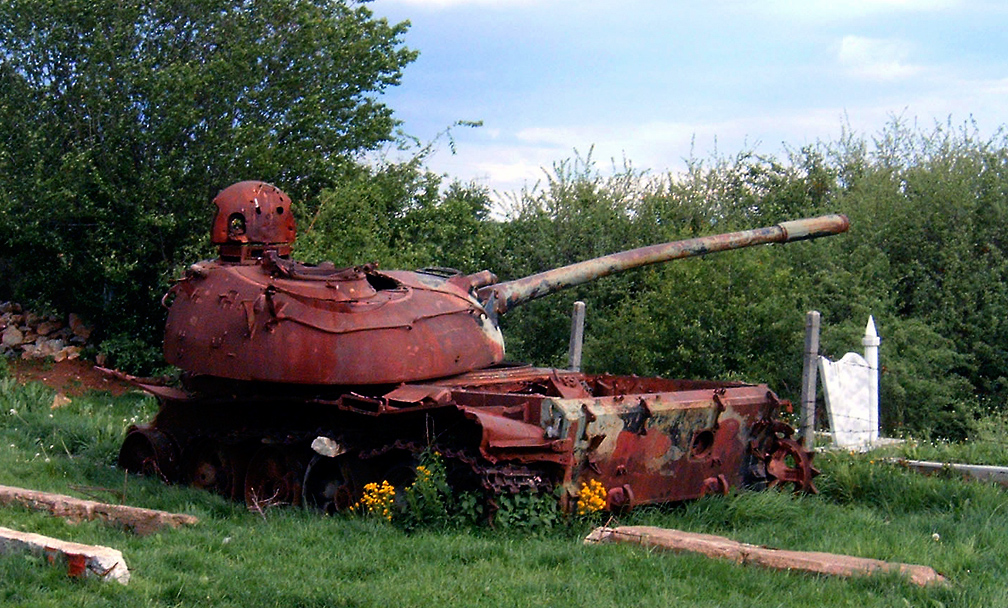
プリズレンの近くにある破壊されたT-55戦車。
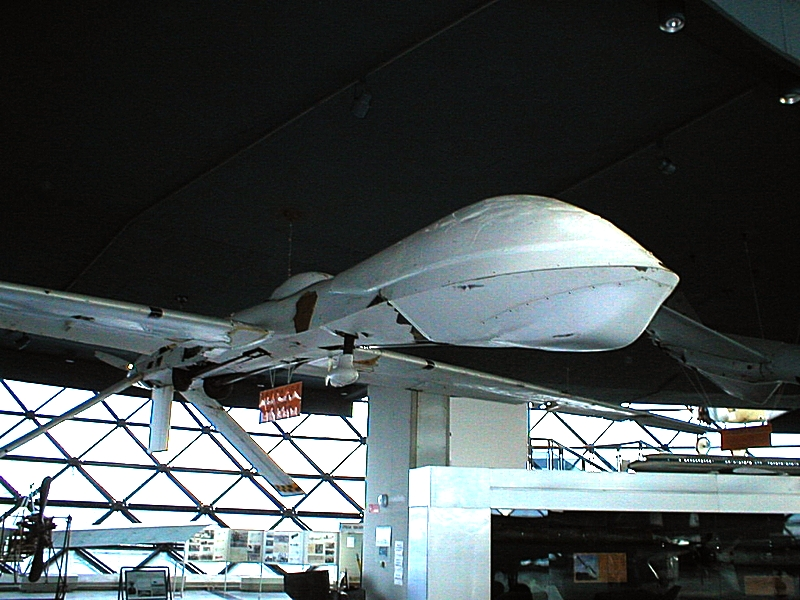
セルビアが撃墜したRQ-1 プレデター無人偵察機。
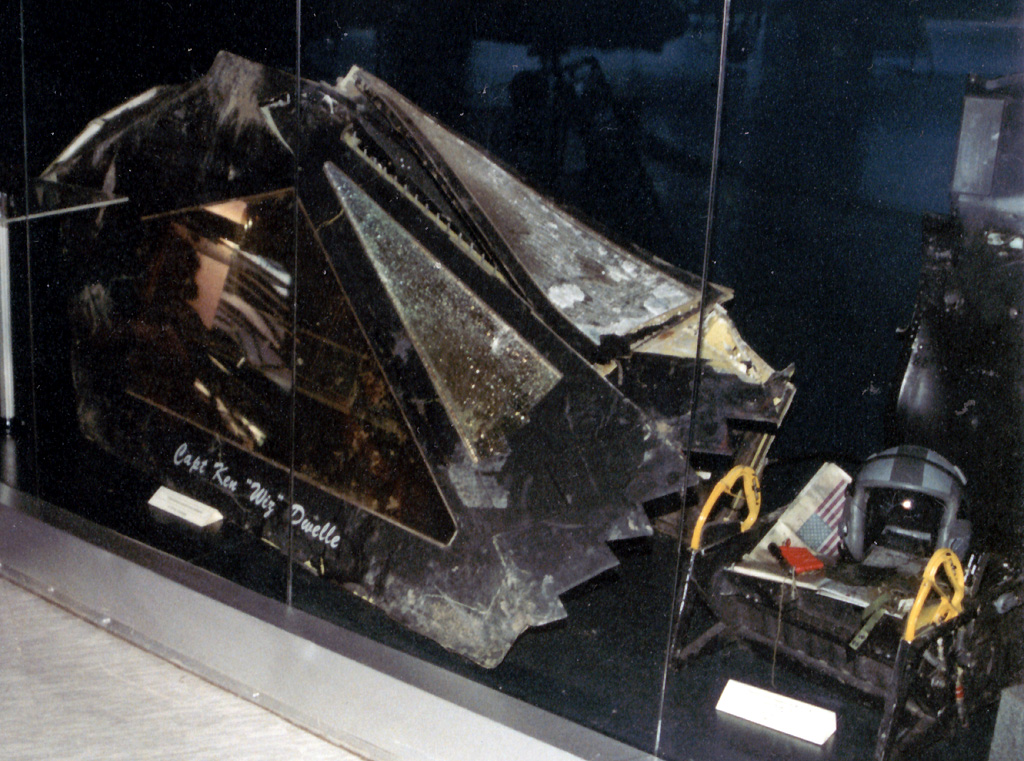
博物館に飾られる撃墜したF-117の破片。

## コソボ紛争を題材とした作品

### 映画
- ブラックバード・ライジング（クラウディオ・ボニヴェント監督、2003年 出演：ジョルジョ・パソッティほか）

### ドキュメンタリー
- BSスペシャル「隣人たちの戦争 〜憎しみの通り “勝者”の25年〜」（2025年5月16日、NHK BS）[93]

### 音楽
- 夜鷹の夢（Do As Infinity、アルバム『NEED YOUR LOVE』に収録）